# Venta de pinturas de la colección del Hermitage

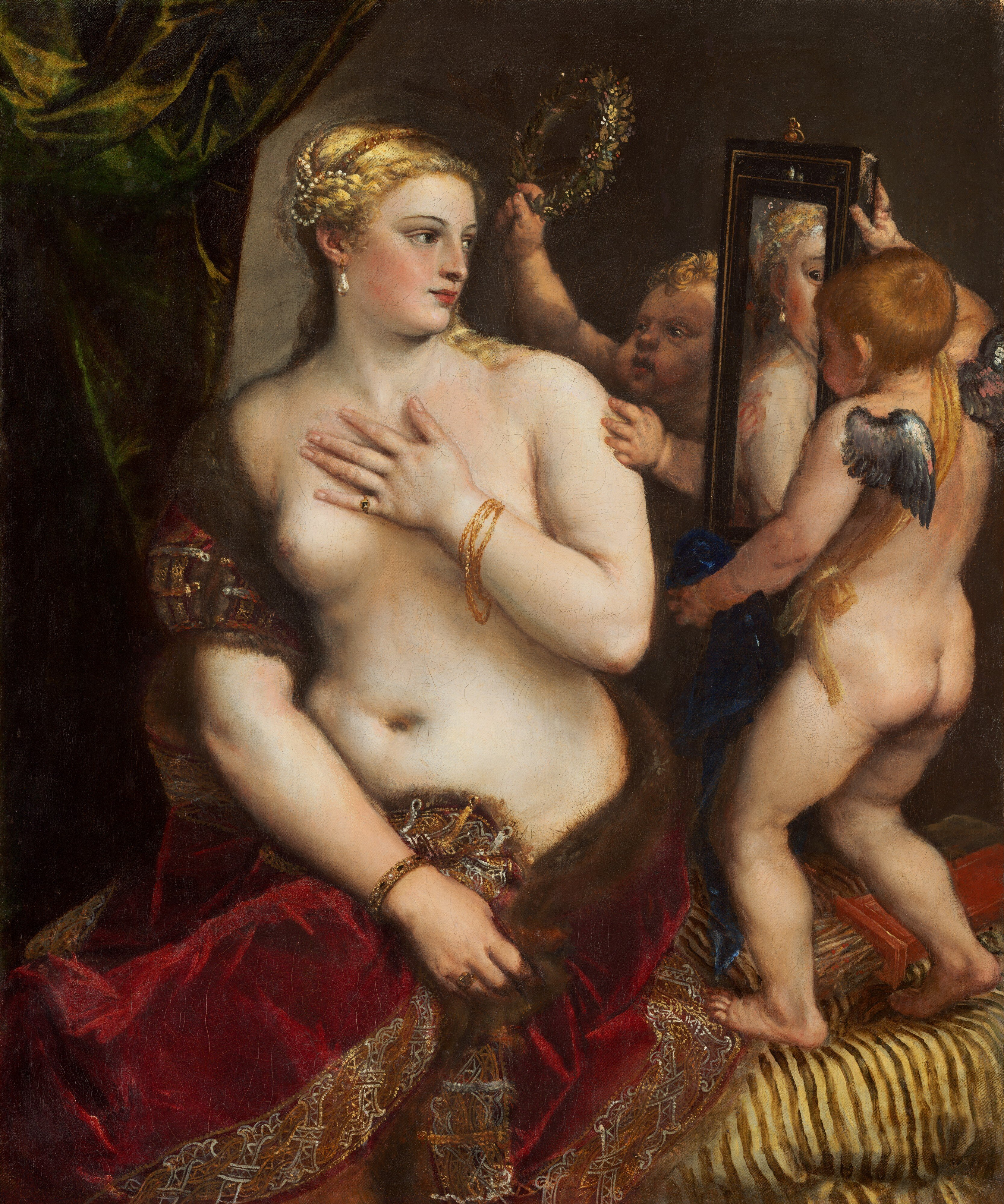
Tiziano. «Venus frente al espejo».
Ahora en la Galería Nacional de Arte, Washington D. C., Estados Unidos

La venta de pinturas de la colección del Hermitage fue un acto llevado a cabo por el gobierno de la URSS entre 1929 y 1934 que consistió en la venta de obras de la colección del Hermitage con el fin de obtener fondos para la industrialización del país.
En total, se seleccionaron 2880 pinturas de las salas y almacenes del museo, 350 de las cuales tenían un valor artístico significativo, y 59 eran obras maestras de importancia mundial; algunas de ellas habían estado en el museo desde su fundación por Catalina la Grande. Una pequeña parte de las pinturas, que no encontraron comprador, regresaron al museo, pero alrededor de 50 famosas obras maestras, incluidas obras de maestros como Jan van Eyck, Tiziano, Rembrandt y Rafael, abandonaron Rusia para siempre. Como resultado, no quedaron obras de Van Eyck en el Hermitage (ni en toda Rusia), y de otros artistas de primera fila (Rafael, Botticelli, Perugino) solo quedaron representadas por obras secundarias. La colección del Hermitage de Rembrandt, que alguna vez fue la más rica del mundo, pasó a ser superada por las de Ámsterdam y Nueva York.
También se vendieron parcialmente la colección de pintura neerlandesa y flamenca, reunida y legada al museo por P. P. Semyonov-Tyan-Shansky, y colecciones nacionalizadas después de la Revolución de Octubre (por ejemplo, las obras maestras del Palacio Stroganov). Además de pinturas, se vendieron desde el Hermitage plata artística, bronce, colecciones de numismática y esmaltes bizantinos.
La información sobre la magnitud de las pérdidas solo se hizo pública a finales de la década de 1980. Los empleados del Hermitage y los científicos rusos consideran esta venta de patrimonio nacional y herencia cultural como una "tragedia y catástrofe", "locura" "una actividad no planificada, a menudo torpe, incluso sin sentido, y por lo tanto lamentable en sus resultados"

## Circunstancias de la venta

### Preparativos
En la primera década del poder soviético, las obras de arte nacionalizadas que se vendían en Occidente eran en su mayoría antigüedades y joyas de menor importancia. Pero a finales de la década de 1920, el gobierno soviético, enfrentando una falta de divisas para pagar las crecientes deudas en la compra de maquinaria y la construcción de fábricas, decidió aumentar el presupuesto mediante la venta de objetos de las colecciones de los museos. En febrero de 1928, se pidió al Hermitage y al Museo Estatal Ruso que presentaran una lista de obras para la exportación por un valor total de 2 millones de rublos. Bajo la égida de Narkompros, se creó en Leningrado una agencia especial llamada "Antikvariat". El Hermitage recibió la instrucción de vender 250 pinturas, cada una por al menos 5000 rublos, así como grabados, armas y objetos de oro escita.

Jan van Eyck. «La Anunciación». Ahora en la Galería Nacional de Arte, Washington

Según las memorias de B. Piotrovsky:

Sobre este tema llegó una carta de Glavnauka ordenando la confiscación para su venta de objetos de arte antiguo, del Renacimiento y del Gótico, principalmente productos de oro, metales preciosos y marfil, entre otros. La carta fue firmada por el subdirector de Glavnauka, el "camarada Volter". Primero en secreto y luego abiertamente, las instalaciones del museo fueron inspeccionadas por brigadas especiales encargadas de seleccionar bienes de "valor exportable".

Como escribe Y. Zhukov, "el destino de las colecciones de los museos no lo decidían expertos profesionales en arte, sino personas ajenas a los problemas de la conservación y estudio de las obras de arte. La principal responsabilidad recaía en el representante especial del Narkomtor y el director ejecutivo de 'Antikvariat' A. M. Ginzburg, con representantes en Leningrado y Moscú como Prostok y N. S. Angarsky, respectivamente. Fue Y. E. Rudzutak quien decidió tomar este rumbo".
El director del Hermitage, O. F. Waldgauer, fue destituido y reemplazado por el funcionario G. V. Lazaris, que anteriormente había trabajado en el Narkom de Asuntos Exteriores. Ya el 10 de marzo de 1928, los empleados del Hermitage entregaron al departamento de GOSTORG de Leningrado 376 objetos, valorados por sus propios expertos en 718,000 rublos. Para el 26 de octubre, se habían entregado 732 objetos por un valor total de 1 millón 400 mil rublos.

Armados solo con ingenuidad, salimos a la carretera con Rembrandts, Van Eycks, Watteaus y Houdons.
 Nikolai Ilyin, presidente de la Oficina Estatal de Comercio de la Unión "Antikvariat"

G. V. Lazaris actuó como director interino del Hermitage desde febrero hasta noviembre de 1928, después de lo cual fue nombrado director P. I. Clark.
Del 1 de enero al 7 de junio de 1929, "Antikvariat" logró obtener 1221 objetos del Hermitage para su exportación, incluidos pinturas y obras de arte decorativo. Después de las subastas en Berlín y Londres en julio de 1929, en solo siete semanas se obtuvieron 5521 objetos del Hermitage: 2504 en 19 días de junio y 3017 en julio, es decir, más que en todo el año anterior.
El 1 de febrero de 1930, L. L. Obolensky fue confirmado como director del Hermitage, cargo que ocupó hasta su muerte en septiembre de ese mismo año; fue sucedido por B. V. Legran.

### Gülbenkian y Mellon

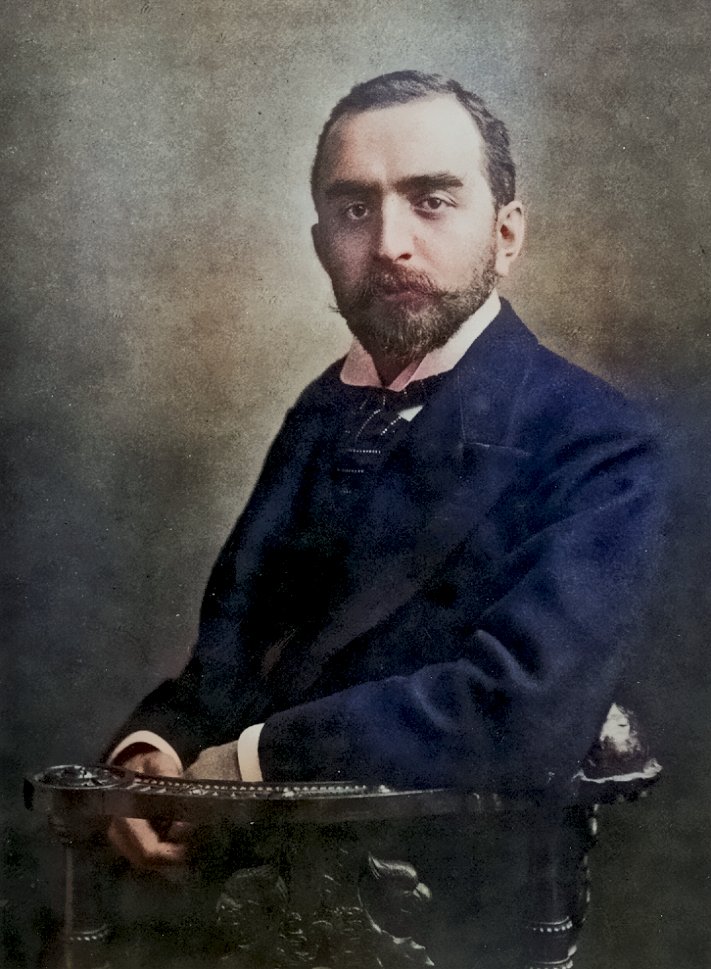
Calouste Gülbenkian

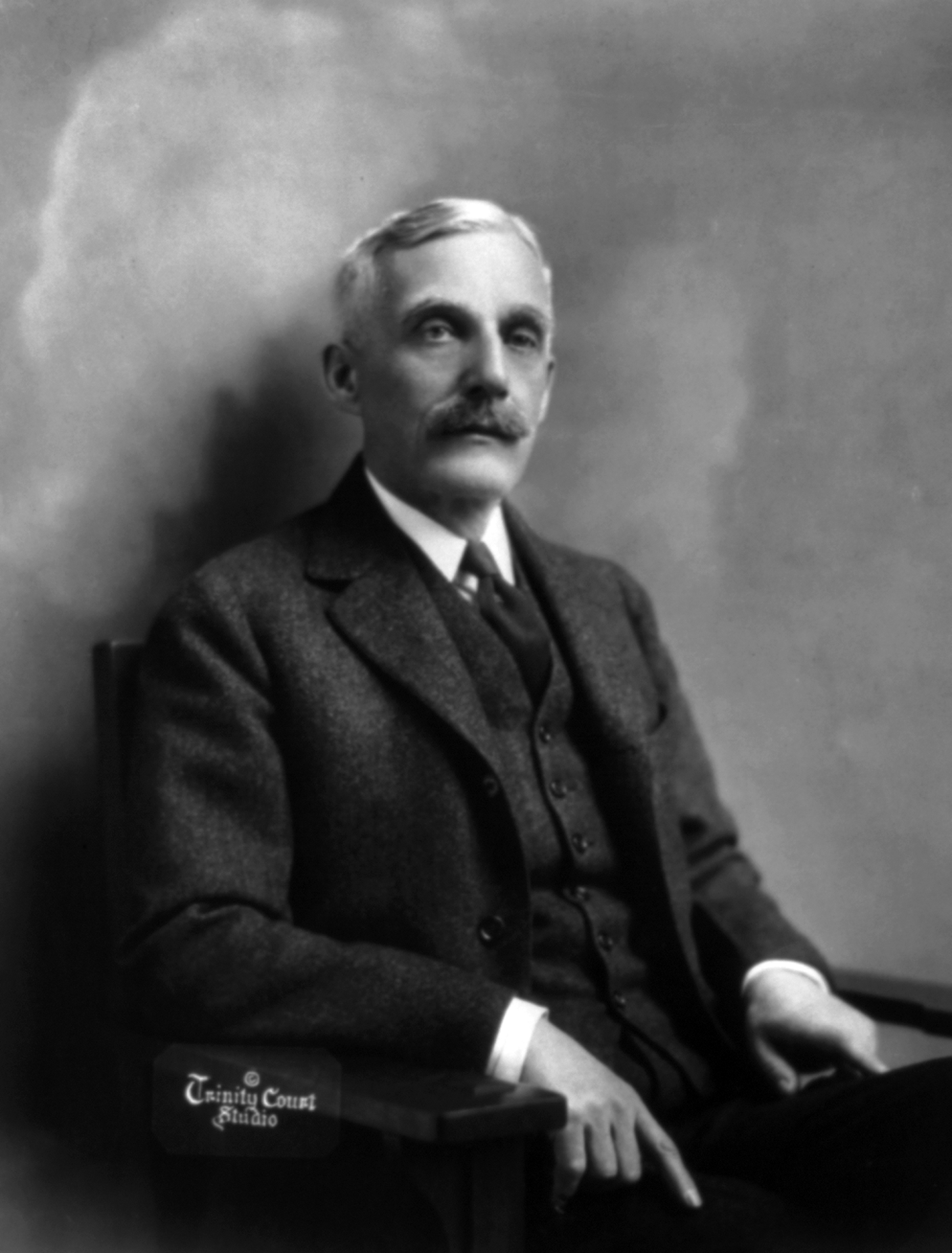
Andrew Mellon

Se pretendía llevar a cabo la venta de las obras maestras de manera secreta, pero la información se difundió entre ciertos comerciantes occidentales selectos. El primer comprador de las obras maestras del Hermitage fue Calouste Gülbenkian, fundador de la Iraq Petroleum Company, que comerciaba con petróleo con la Rusia soviética. G. L. Pyatakov, que había establecido contactos comerciales con él, le ofreció al coleccionista algunas pinturas. Gülbenkian aceptó con entusiasmo y envió su lista, que incluía, entre otras, "Judith" de Giorgione, "El regreso del hijo pródigo" de Rembrandt y "Perseo y Andrómeda" de Rubens, pero la transacción no se concretó.
El advenimiento de la Gran Depresión en la década de 1930 redujo el interés en invertir en arte en todo el mundo. Además, la intensa actividad de "Antikvariat" saturó el mercado y llevó al dumping. Finalmente, en 1930 se decidió continuar con la venta de obras maestras de primer orden, ya que se esperaba que estas encontraran un comprador dispuesto a ofrecer un precio adecuado, lo cual era necesario para cumplir con el plan de recaudación de divisas. Los comisarios recordaron el interés de Gülbenkian. A través de tres contratos, adquirió 51 piezas del Hermitage por 278,900 libras, cediendo previamente cuatro pinturas al anticuario parisino Nathan Wildenstein. La mayoría de los objetos se encuentran ahora en la exposición permanente del museo fundado por Gülbenkian en Lisboa.
Los vendedores no quedaron satisfechos con los resultados del acuerdo y comenzaron a buscar nuevos compradores; Gülbenkian tampoco quedó contento con las acciones de los agentes soviéticos, a quienes consideraba tontos y poco profesionales, como lo demuestra su carta-memorando a las autoridades soviéticas: "Comercien con lo que quieran, pero no con lo que se encuentra en las exposiciones de los museos. La venta de lo que constituye el patrimonio nacional da lugar a un diagnóstico muy grave".

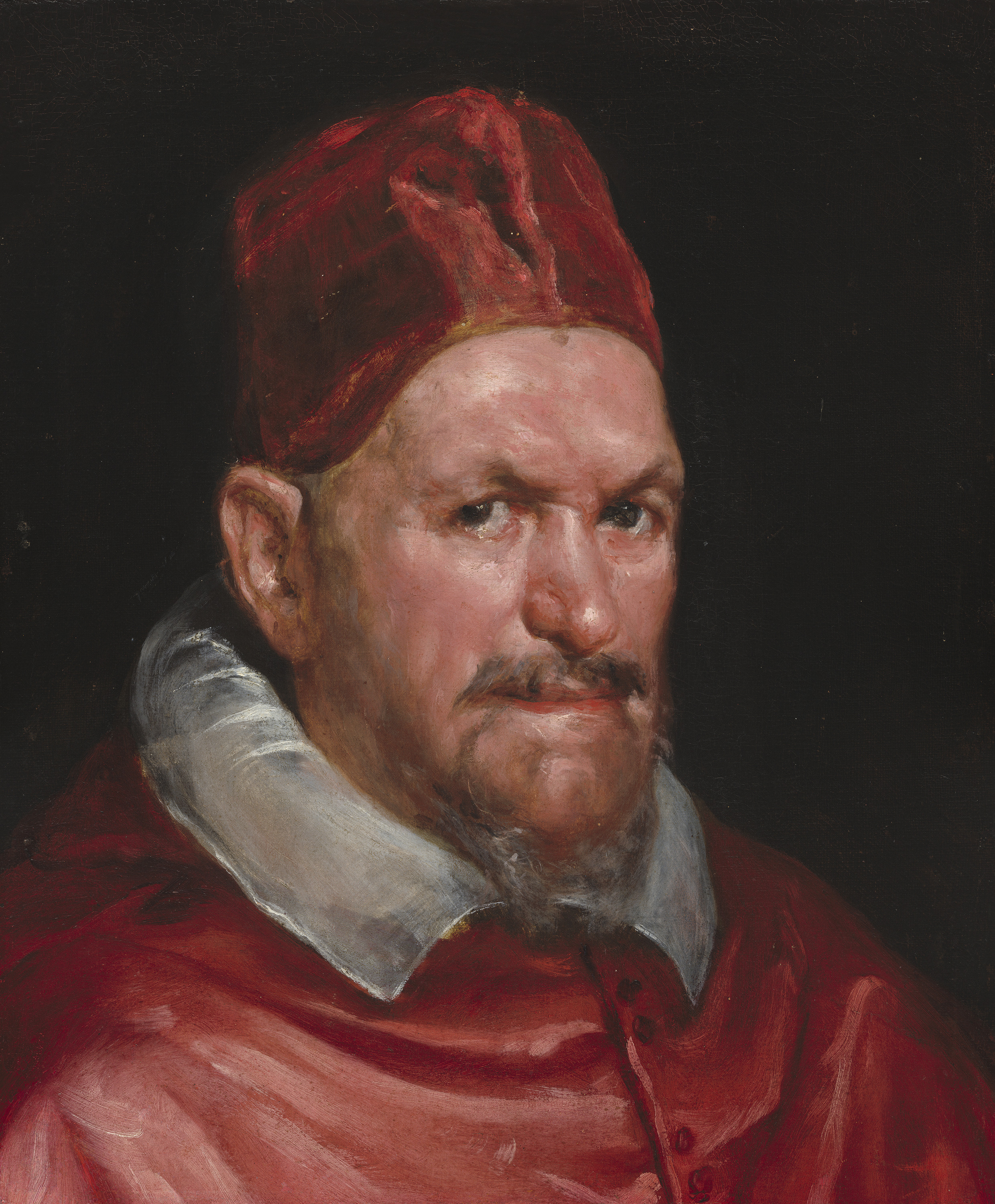
Círculo de Velázquez. Retrato del papa Inocencio X. Ca. 1650. Ahora en la Galería Nacional de Arte, Washington

El gobierno soviético solicitó a Francis Matthison, un joven comerciante alemán de obras de arte, que elaborara una lista de pinturas de las colecciones rusas que no debían venderse bajo ninguna circunstancia debido a su valor cultural y artístico. Poco después, Matthison se sorprendió al ver algunas de estas pinturas en París en la colección de Gülbenkian. El empresario petrolero lo invitó a ser su agente en futuras adquisiciones, pero Matthison prefirió formar un consorcio con la empresa londinense Colnaghi y Knoedler and Company de Nueva York, que compraron 21 pinturas en 1930-1931, las cuales fueron luego adquiridas por Andrew Mellon. En los años siguientes, Matthison se enorgulleció mucho de la maniobra que realizó, que llevó a la formación de la colección Mellon.
Andrew Mellon fue un banquero estadounidense, alto funcionario del gobierno, diplomático y coleccionista de arte. Decidió fundar una galería americana basada en el modelo de la Galería Nacional de Londres. Al enterarse de la venta de las obras maestras del Hermitage a través de sus antiguos proveedores en la galería Knoedler and Co, decidió no perder la oportunidad. El grupo de pinturas que adquirió en nueve transacciones incluyó "La Anunciación" de Jan van Eyck y "La Madonna Alba" de Rafael, esta última le costó 1,166,400 dólares estadounidenses, que en ese momento fue la mayor suma pagada por una obra de arte. A finales de 1931, pagó un total de 6,654,000 dólares por todas las pinturas. Mellon legó las pinturas al gobierno de Estados Unidos; después de su muerte, se incorporaron, junto con otros tesoros de su colección, a la Galería Nacional de Arte en Washington.

### Fin de las ventas

H. Avercamp. «Escena en el hielo». Vendida a un comprador desconocido, desde 1967 se encuentra en la Galería Nacional de Arte en Washington. No quedan obras de Avercamp en el Hermitage.

Los empleados del Hermitage lograron salvar la urna de Alejandro Nevski de plata, la plata sasánida (siglos III-VII d. C.), el oro escita y la "Madonna Benois" de Leonardo da Vinci. El 25 de abril de 1931, el Politburó emitió una resolución para crear una lista de obras maestras que no debían venderse. En 1932, algunos objetos no vendidos regresaron al Hermitage desde los almacenes de "Antikvariat".
La información sobre la venta de las obras maestras se mantuvo en secreto hasta el 4 de noviembre de 1933, cuando The New York Times publicó un artículo sobre la compra de varias pinturas por parte del Museo Metropolitano ("Crucifixión" y "Juicio Final" de van Eyck). En 1932, se logró por tercera vez salvar la plata sasánida gracias a una carta de Orbeli (subdirector del Hermitage) a Stalin.

Estimado camarada Orbeli:

Recibí su carta del 25/X. La verificación mostró que las solicitudes de Antikvariat no están justificadas. En relación con esto, la instancia correspondiente ha ordenado al Narcomvneshtorg y a sus órganos de exportación que no toquen el Sector de Oriente del Hermitage.
Creo que podemos considerar que la cuestión está resuelta.

Con profundo respeto,

I. Stalin

"Dado que Stalin, en su respuesta a Orbeli, solo se refirió a los objetos del Sector de Oriente, todos los objetos de Europa Occidental destinados a ser enviados a 'Antikvariat' fueron declarados vinculados con Oriente (por ejemplo, por la representación en ellos de objetos orientales, como alfombras, o por otros motivos muy distantes). Este truco ayudó a salvarlos de la exportación".
La estabilización también fue favorecida por el Pleno Unificado del Comité Central del PCUS(b) y la Comisión Central de Control que se celebró a mediados de enero de 1933, en el que se anunció la finalización anticipada del primer plan quinquenal, para el cual se habían destinado los fondos de la venta de los objetos del Hermitage. La llegada al poder en Alemania del nacionalsocialismo cerró el mercado alemán, que era conveniente para los bolcheviques. A "Antikvariat" le resultó cada vez más difícil cumplir con el plan de obtención de divisas debido a su falta de profesionalismo.
En 1933, T. L. Lilovaya, jefa del sector de arte europeo occidental, también escribió una carta a Stalin. Él respondió, encargando a A. I. Stetsky (ru:Стецкий, Алексей Иванович) que investigara la situación. Stetsky reconoció el peligro que amenazaba al museo y preparó un proyecto de resolución para el Politburó. La resolución fue aprobada en la reunión del 15 de noviembre de 1933:

Sobre el Hermitage.

Detener la exportación de pinturas del Hermitage y otros museos sin el consentimiento de la comisión compuesta por los camaradas Bubnov, Rozengolts, Stetsky y Voroshilov.

La resolución resultó ser definitiva y realmente puso fin a la práctica de retirar valores del museo. A "Antikvariat" solo le quedó vender lo que quedaba en sus almacenes. En 1934, Legran fue destituido de su cargo como director del Hermitage, y su lugar lo ocupó Orbeli.
Los ingresos por las ventas no representaron más del uno por ciento de los ingresos brutos del país y no tuvieron un impacto significativo en el curso de la industrialización, mientras que causaron un daño considerable al patrimonio cultural nacional y a la reputación internacional de la URSS. "La iniciativa de las ventas provino de la oficina de comercio exterior 'Antikvariat' y de la dirección del Comisariado del Pueblo de Comercio, que en 1926 fue encabezada por A. I. Mikoian. Su departamento fracasó en la tarea de exportación, que era la fuente de ingresos en divisas, lo que fue duramente criticado en los XV y XVI congresos del PCUS(b) y en las conferencias del partido. Para tapar los agujeros en su trabajo, Mikoian, el director de 'Antikvariat' Ginzburg y compañía propusieron vender el patrimonio cultural del país, prometiendo enormes ingresos. Se les creyó, y entre 1928 y 1933 se llevó a cabo una epopeya sin precedentes de ventas de museos, que no trajo nada más que daño. A través de Narcomtor se vendieron más de seis mil toneladas (!) de valores culturales, reduciendo su precio y recaudando menos de 20 millones de rublos — tres rublos por 'kilo de Rembrandt'. Torgsin, sin tocar el Hermitage y Gokhran, proporcionó para la industrialización 287 millones de rublos de oro. La venta del patrimonio cultural de Rusia fue aprovechada principalmente por empresas de antigüedades alemanas, que compraban todo esto a bajo precio y luego lo revendían a precios altísimos. Los restos de los 'regalos de Mikoian' fueron confiscados por los nazis bajo Hitler, quienes los vendieron en mercados de arte internacionales, y las divisas recaudadas llenaron las arcas del Tercer Reich", — señaló el investigador del problema de los valores culturales desplazados A. G. Mosyakin.

## Pinturas vendidas
4 de junio de 1929
- En la subasta de Rudolph Lepkes Kunst-Auctions-Haus de Berlín se pusieron a la venta «Retrato de esposos» de Lorenzo Lotto (no vendido), «Descendimiento de Cristo» de Rubens (no vendido), «Cabeza de anciano» de Rembrandt (138,000 marcos), «Retrato de anciano» de Joos van Cleve (100,000 marcos), «Retrato de Federico el Sabio» de Lucas Cranach el Joven (28,500 marcos), «San Jerónimo» de Tiziano (26,000 marcos), y su «Madonna con niño» (25,000 marcos). Aproximadamente el mismo precio — de 16 a 25 mil — tuvieron las pinturas de Moroni, Cantarini, Bordone, Bassano, Robert, Canaletto, Vernet.[4]

Abril de 1929

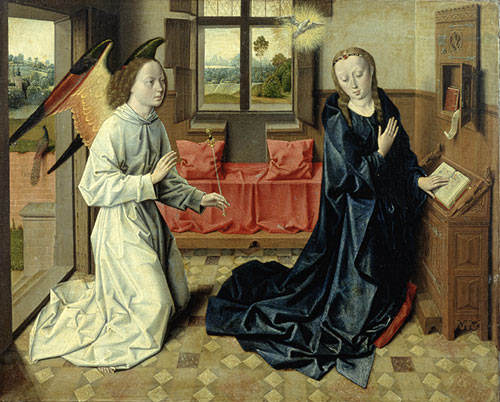
Dieric Bouts. «La Anunciación»

Gülbenkian adquirió por un total de 54,150 libras esterlinas:
- «La Anunciación» de Dieric Bouts (54,000 libras esterlinas, hoy atribuida como una obra del círculo de Bouts[16]) — la única (como se creía en ese momento) obra de Bouts en el Hermitage, además presente en la exposición principal;
- dos cuadros de Hubert Robert — escenas del arreglo del parque de Versalles, dañado por un huracán;
- 24 piezas de plata francesa realizadas por los principales maestros franceses del siglo XVIII por encargo de Elizaveta Petrovna y Catalina II;
- una mesa-secreter de la época de Luis XVI, obra de J.-A. Riesener.

Enero de 1930
- Rembrandt, «Retrato de Tito» (comprado por Gülbenkian, ahora en el Louvre como obra atribuida a Rembrandt)
- Watteau, «El laudista (Mezzetino)» (comprado por Gülbenkian, en 1934 revendido al Museo Metropolitano)
- Van Dyck, «Retrato de Susanna Fourment con su hija» (comprado por Mellon, ahora en la Galería Nacional de Arte, Washington)
- Van Dyck, «Retrato de Philip, Lord Wharton» (comprado por Mellon por 250,000 libras esterlinas, ahora en la Galería Nacional de Arte, Washington)

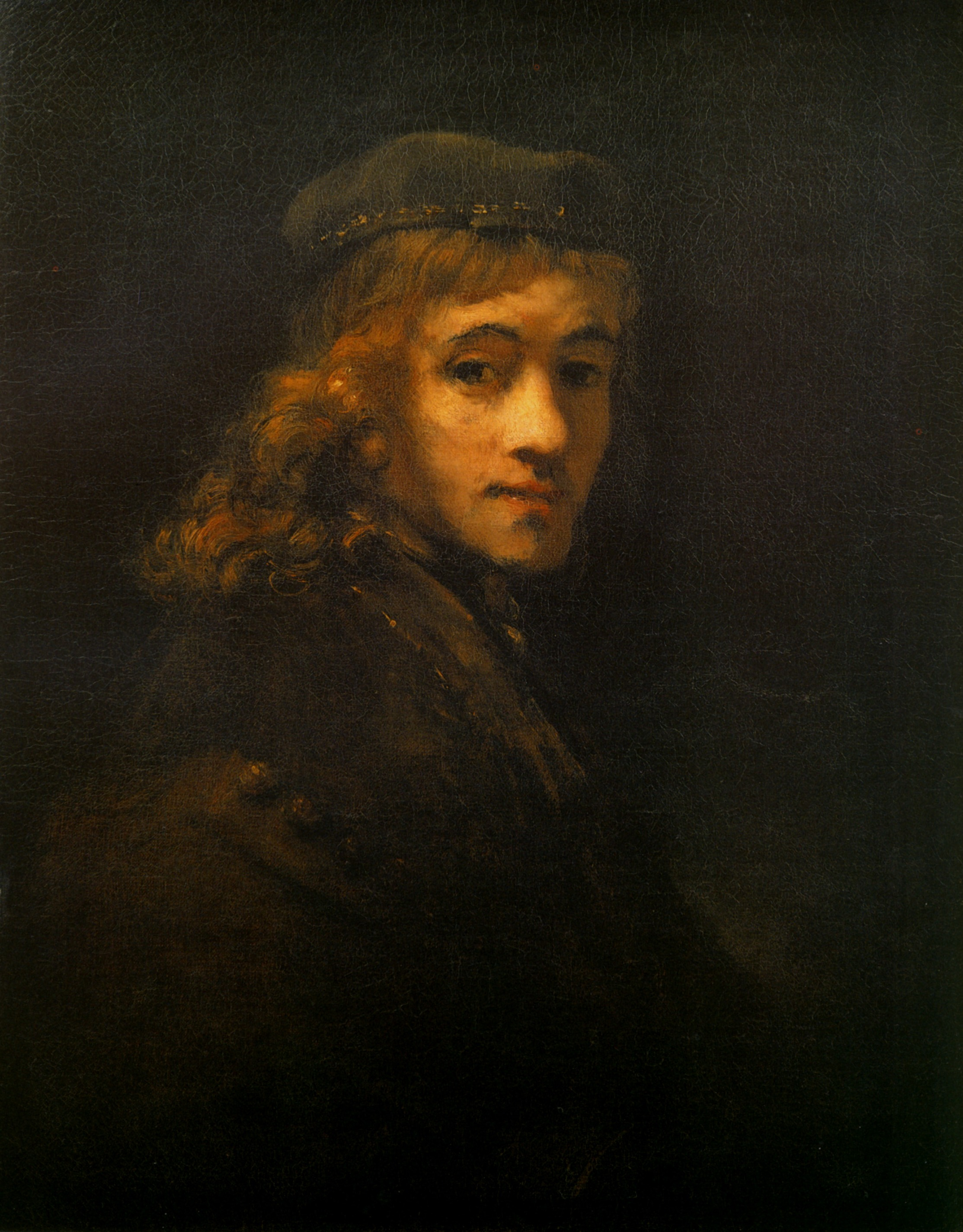
Rembrandt (?). «Retrato de Tito»
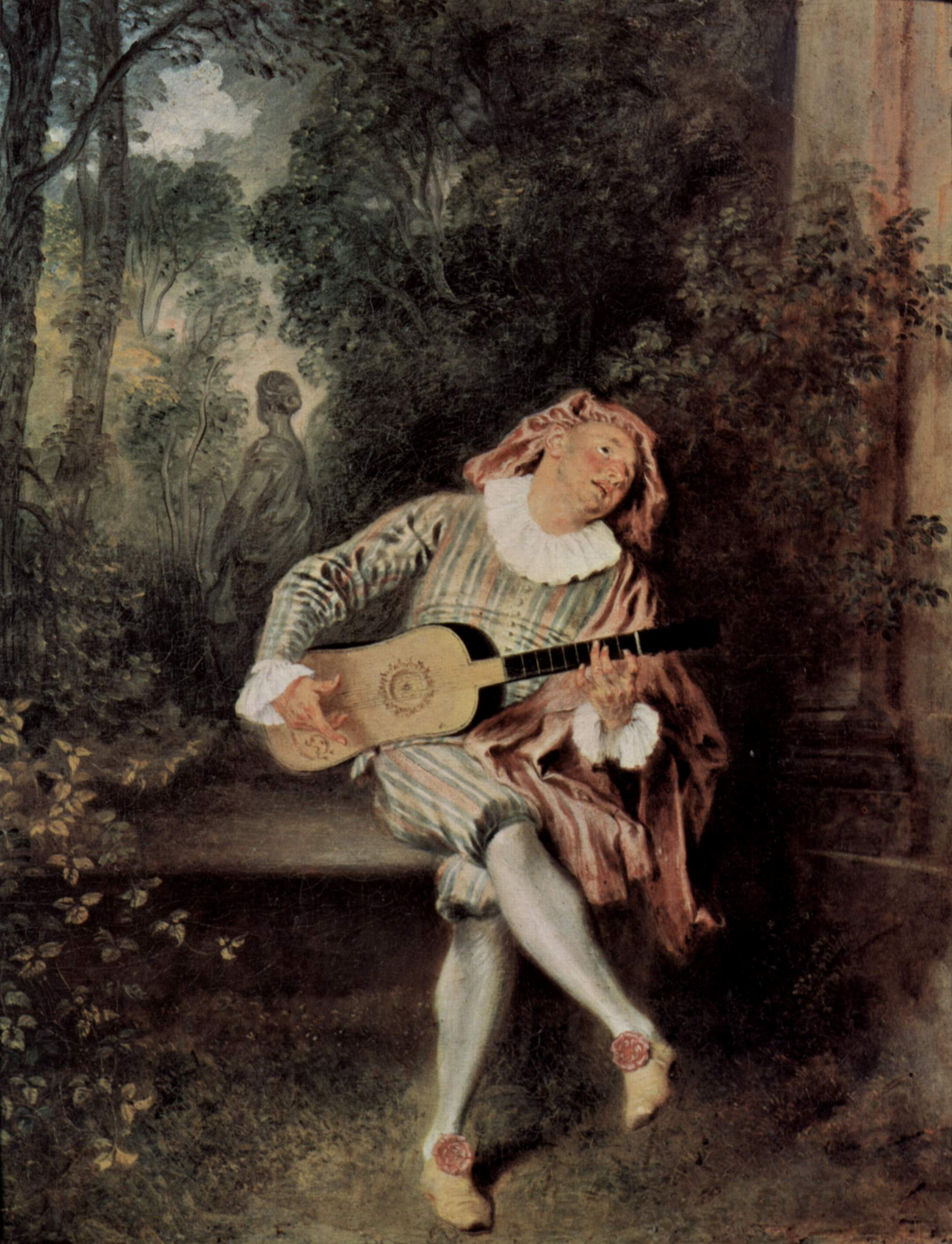
Watteau. «El laudista»
Van Dyck. «Retrato de Susanna Fourment con su hija»
Van Dyck. «Retrato de Philip, Lord Wharton»

Mayo de 1930
- Lancret, «Las bañistas» (comprado por Gülbenkian, revendido a George Wildenstein; ahora en una colección privada)
- Rembrandt, «Atenea Pallas» (ahora la autoría de Rembrandt está en duda; se encuentra en el museo Gülbenkian, Lisboa)
- Terborch, «Lección de música» (ahora en el museo de Toledo, EE. UU.)
- J.-A. Houdon, «Diana» (estatua) — 20,000 libras (ahora en el museo Gülbenkian, Lisboa)
- Rubens, «Retrato de Elena Fourment» — 55,000 libras (ahora en el museo Gülbenkian, Lisboa)
- 15 piezas de plata — 100,000 libras (todo comprado por Gülbenkian)

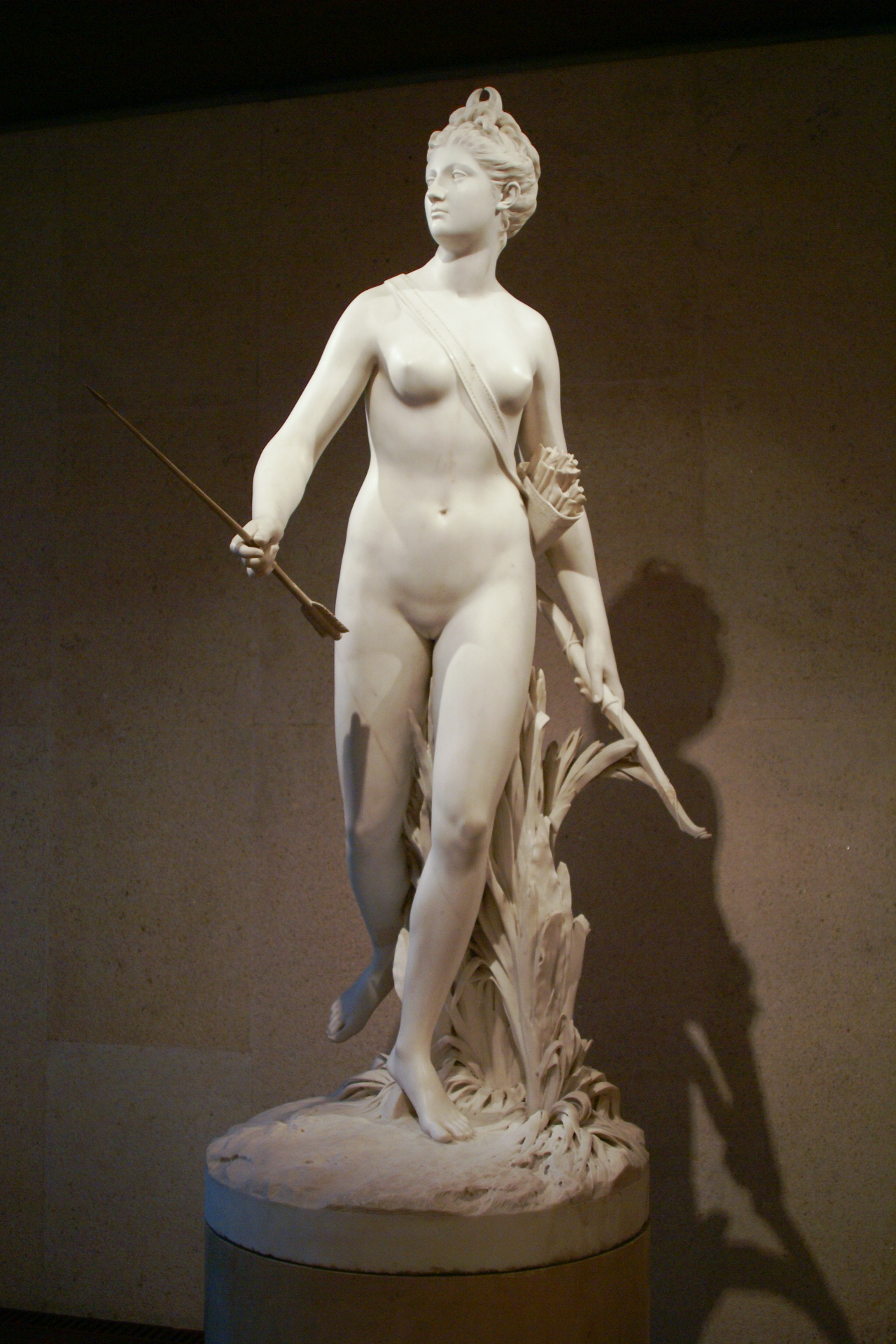
Houdon. «Diana»
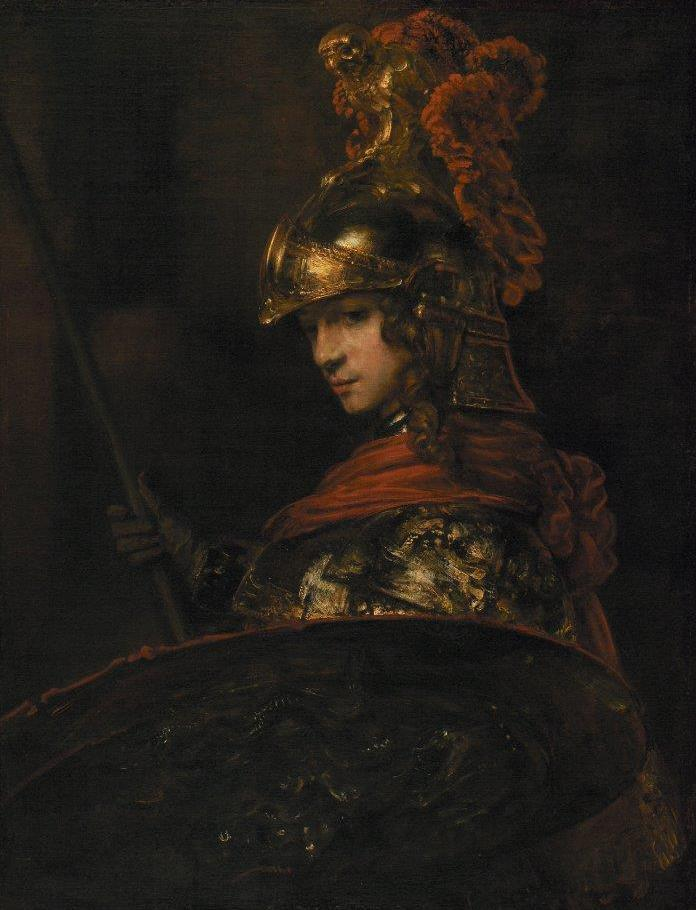
Rembrandt (?). «Atenea Pallas»
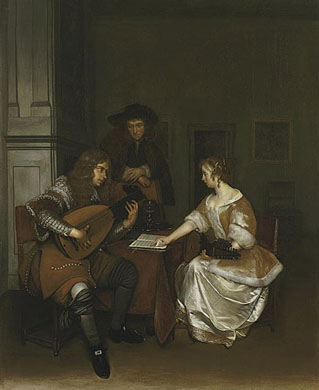
Terborch. «Lección de música»
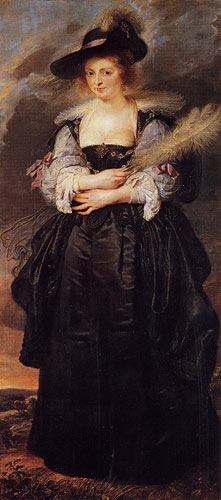
Rubens. «Retrato de Elena Fourment»

Junio—julio de 1930
- Jan van Eyck, «La Anunciación» (vendido a Mellon por 502,899 dólares estadounidenses; ahora en la Galería Nacional de Arte, Washington)
- Van Dyck, «Retrato de Isabella Brant» (vendido a Mellon por 223,000 dólares estadounidenses; ahora en la Galería Nacional de Arte, Washington)

Van Eyck. «La Anunciación»
Van Dyck. «Retrato de Isabella Brant»

Octubre—noviembre de 1930
- Rembrandt, «Retrato de anciano» (vendido a Gülbenkian por 30,000 libras — su última compra; ahora en el museo Gülbenkian, Lisboa)
- Hanneman, Adriaen, A. Hanneman de Adriaen Hanneman, «Retrato de Henry, duque de Gloucester» (comprado por Mellon como obra de Van Dyck; ahora en la Galería Nacional de Arte, Washington)
- Veronese, «El descubrimiento de Moisés» (comprado por Mellon; ahora en la Galería Nacional de Arte, Washington)

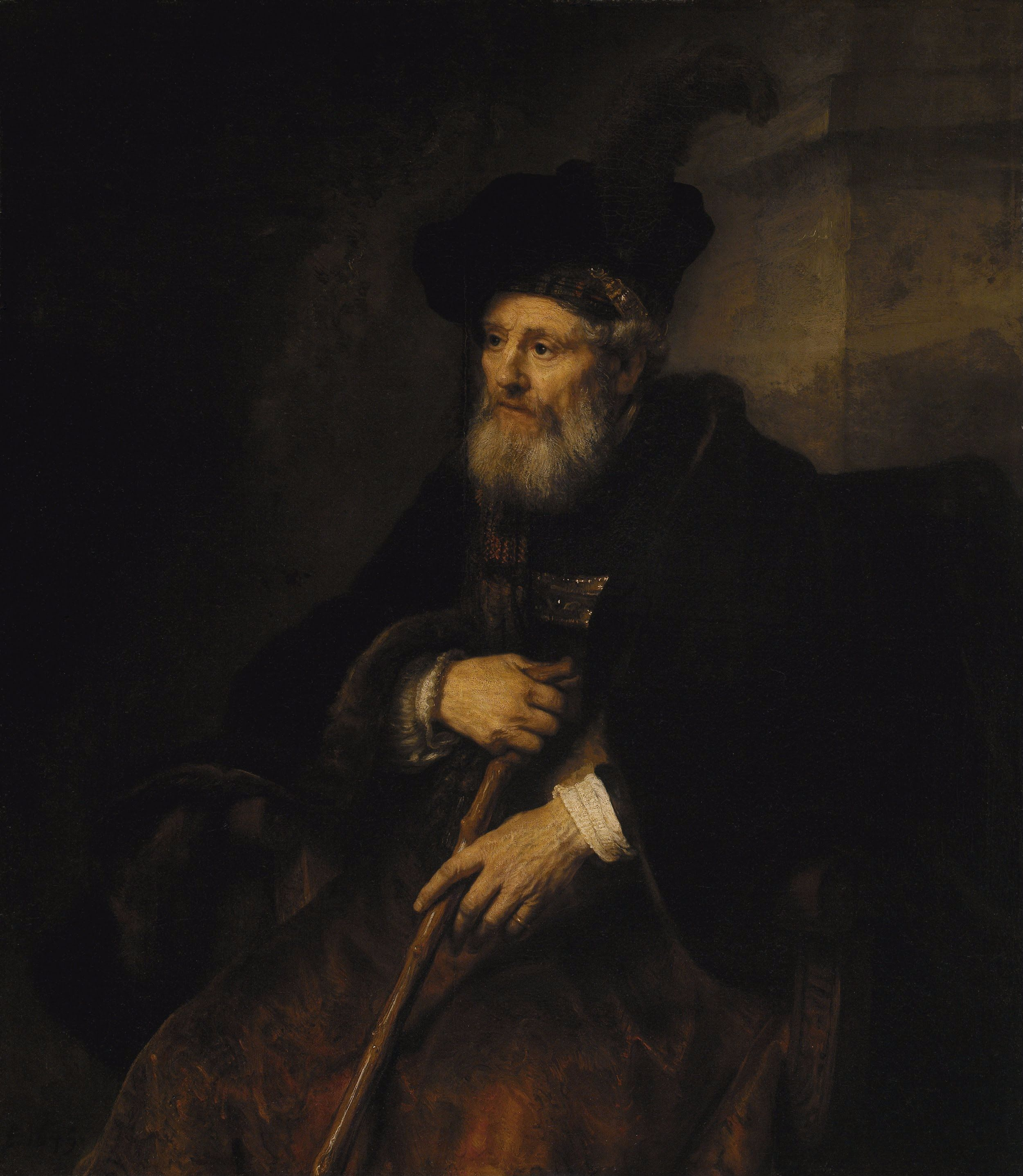
Rembrandt. «Retrato de anciano»
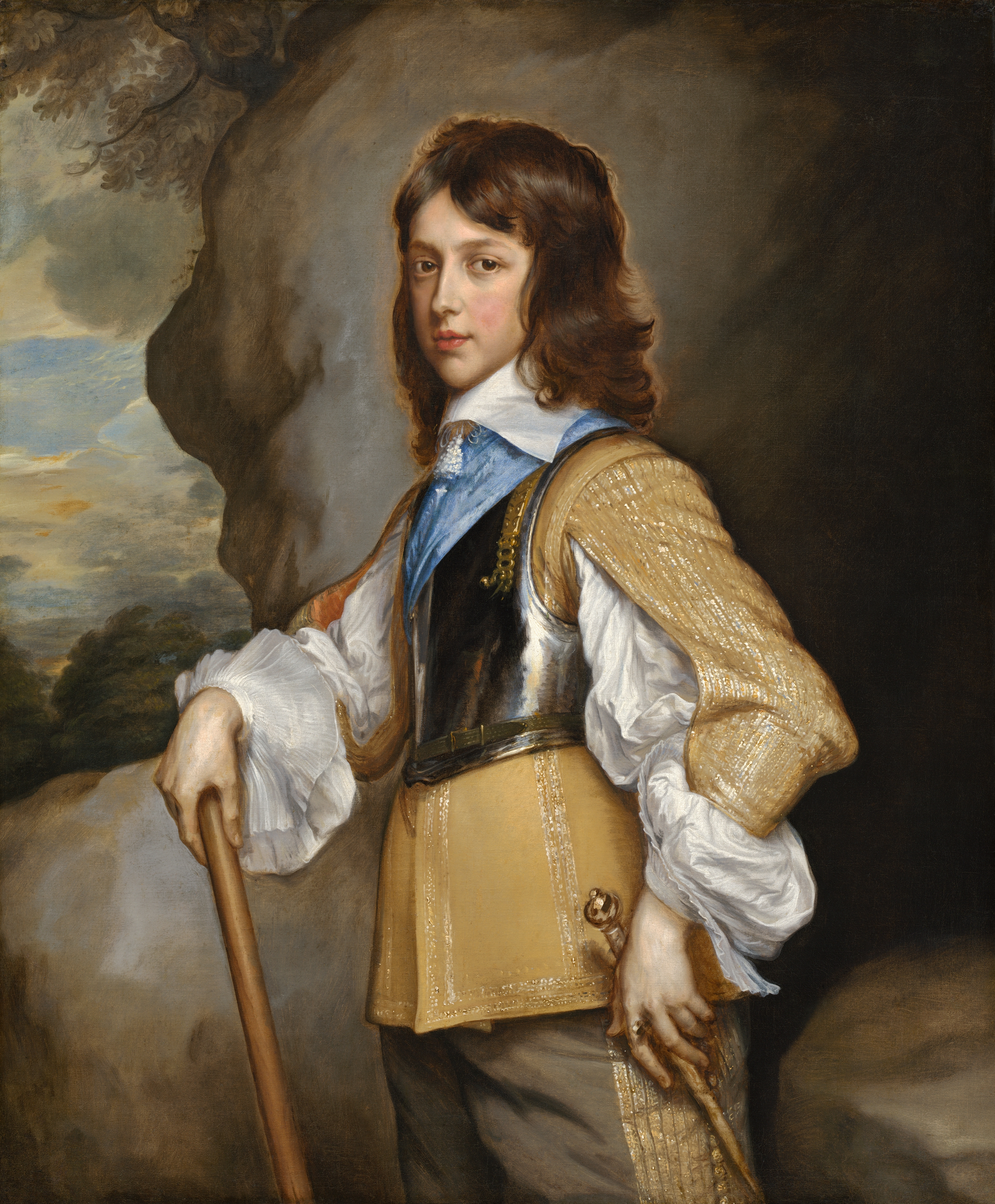
Hanneman. «Retrato de Henry, duque de Gloucester»
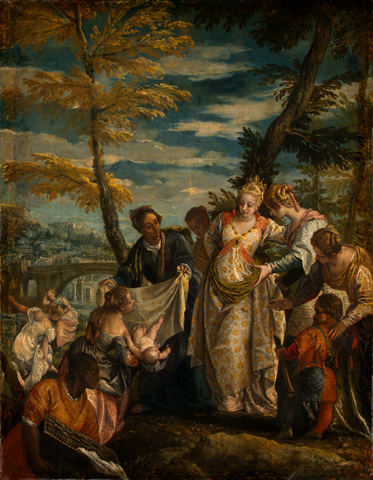
Veronese. «El descubrimiento de Moisés»

- De la colección duplicada del departamento de numismática del Hermitage se asignaron 347 monedas de oro y 17 de platino, una coraza y un casco, un conjunto completo de armaduras de caballero hechas por armeros alemanes del siglo XVI, un centenar y medio de grabados y una gran cantidad de porcelana que no representaba valor para el museo (servicios de mesa ceremoniales "París", "Orlovski", "Saltykovski"), pinturas de Y. Robert, A. Watteau, J. B. Greuze, L. Lagrenée, F. Lemoine, J. Lorrain, F. Van Mieris, G. Berckheyde, A. Van Ostade, G. Van Honthorst, M. Van Heemskerck, así como otros pintores conocidos y menos conocidos de los siglos XVII-XVIII.

Enero de 1931
- Rembrandt, «José, acusado por la esposa de Potifar» (comprado por Mellon; ahora atribuido como obra de un taller, se encuentra en la Galería Nacional de Arte, Washington)

Rembrandt (taller) «José, acusado por la esposa de Potifar»

Febrero de 1931
- Hals, «Retrato de un joven»
- Rembrandt, «Niña con escoba» (ahora atribuida como obra de un taller, posiblemente de Carel Fabritius)[17]
- Rembrandt, «Retrato de un noble polaco»
- Rafael, «San Jorge y el dragón»
- Velázquez, «Retrato del papa Inocencio X» (ahora atribuido como obra de un pintor desconocido del círculo de Velázquez)
- Botticelli, «La Adoración de los Magos» — 838,000 dólares estadounidenses
- Hals, «Retrato de un oficial»
- Rembrandt, «Mujer con clavel» (ahora atribuida como obra de un taller)
- Chardin, «El castillo de naipes» (todos comprados por Mellon, ahora en la Galería Nacional de Arte, Washington)

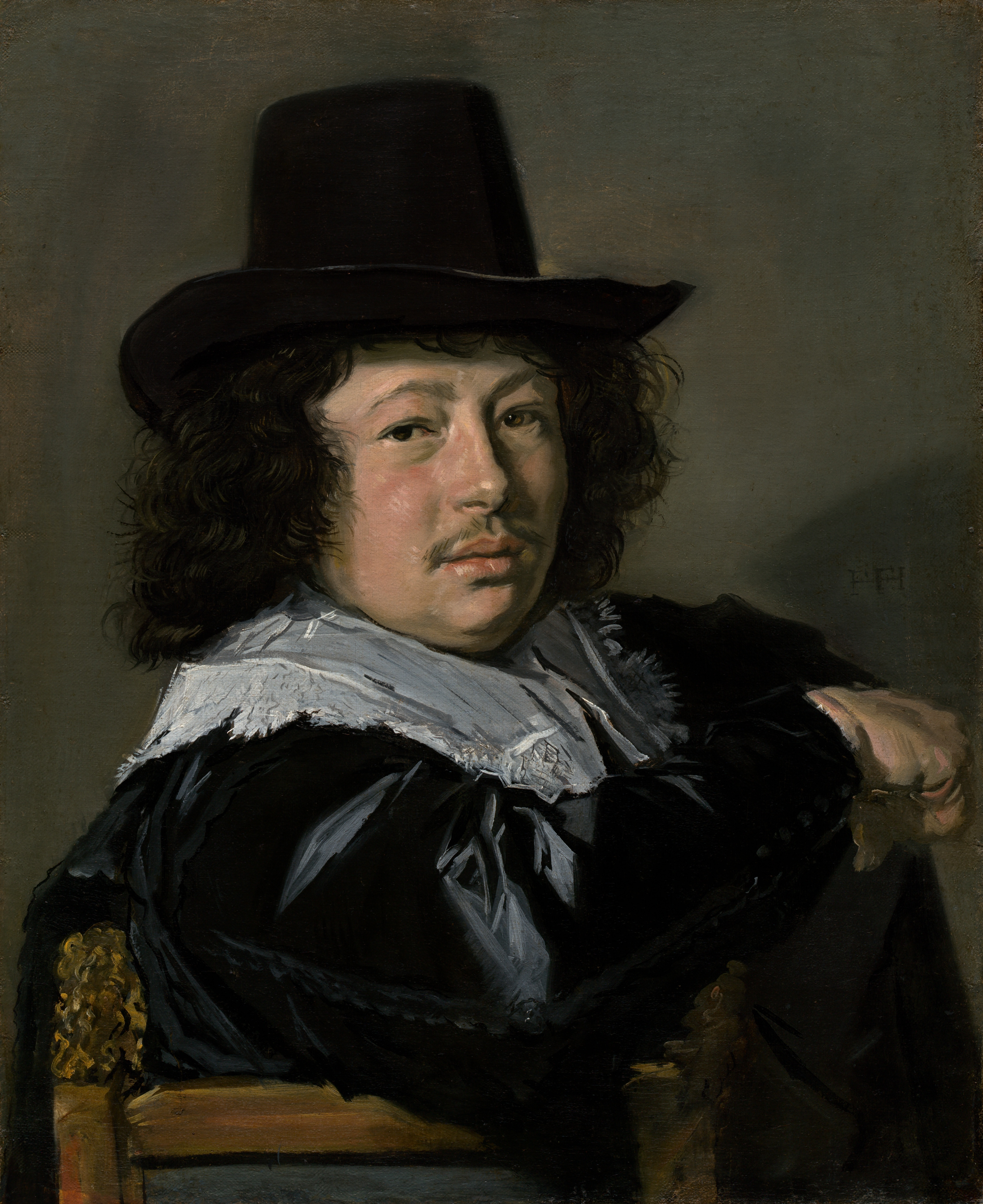
Hals. «Retrato de un joven»
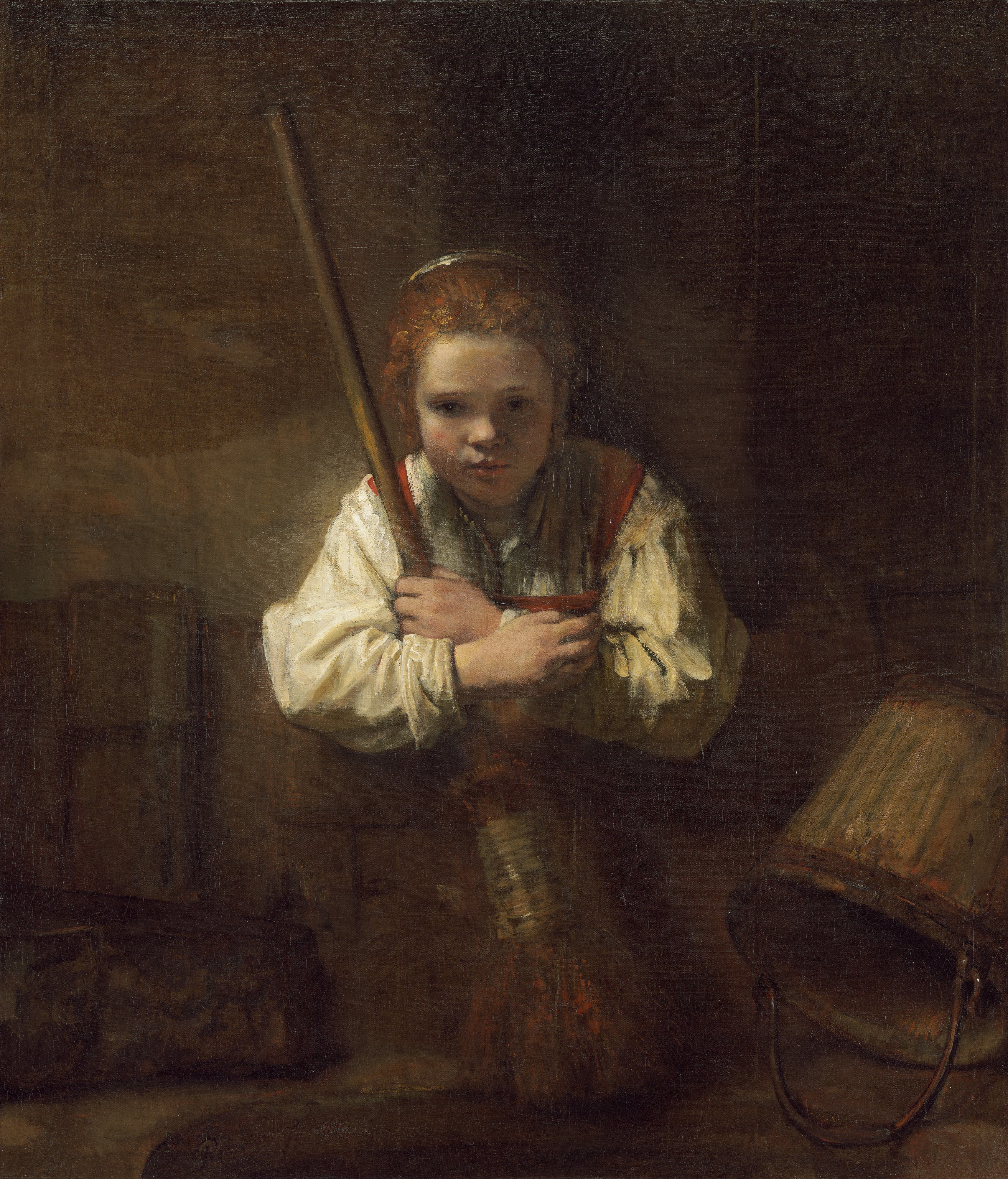
Rembrandt (taller). «Niña con escoba»
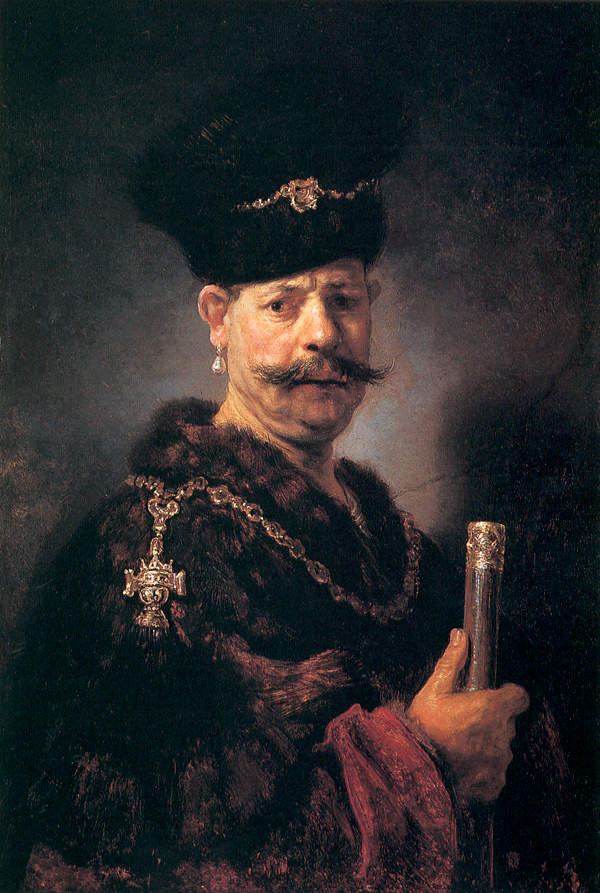
Rembrandt. «Retrato de un noble polaco»
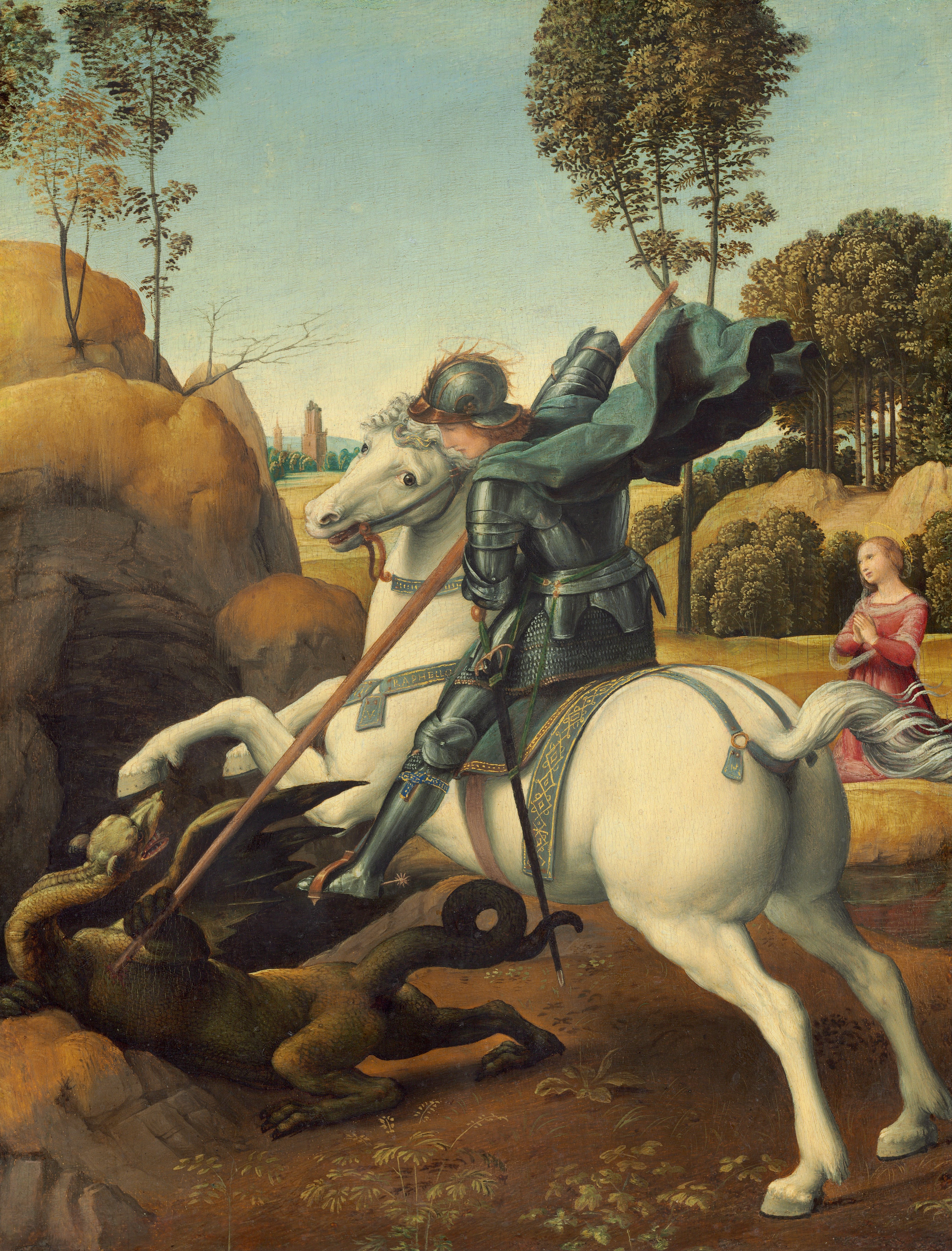
Rafael. «San Jorge y el dragón»
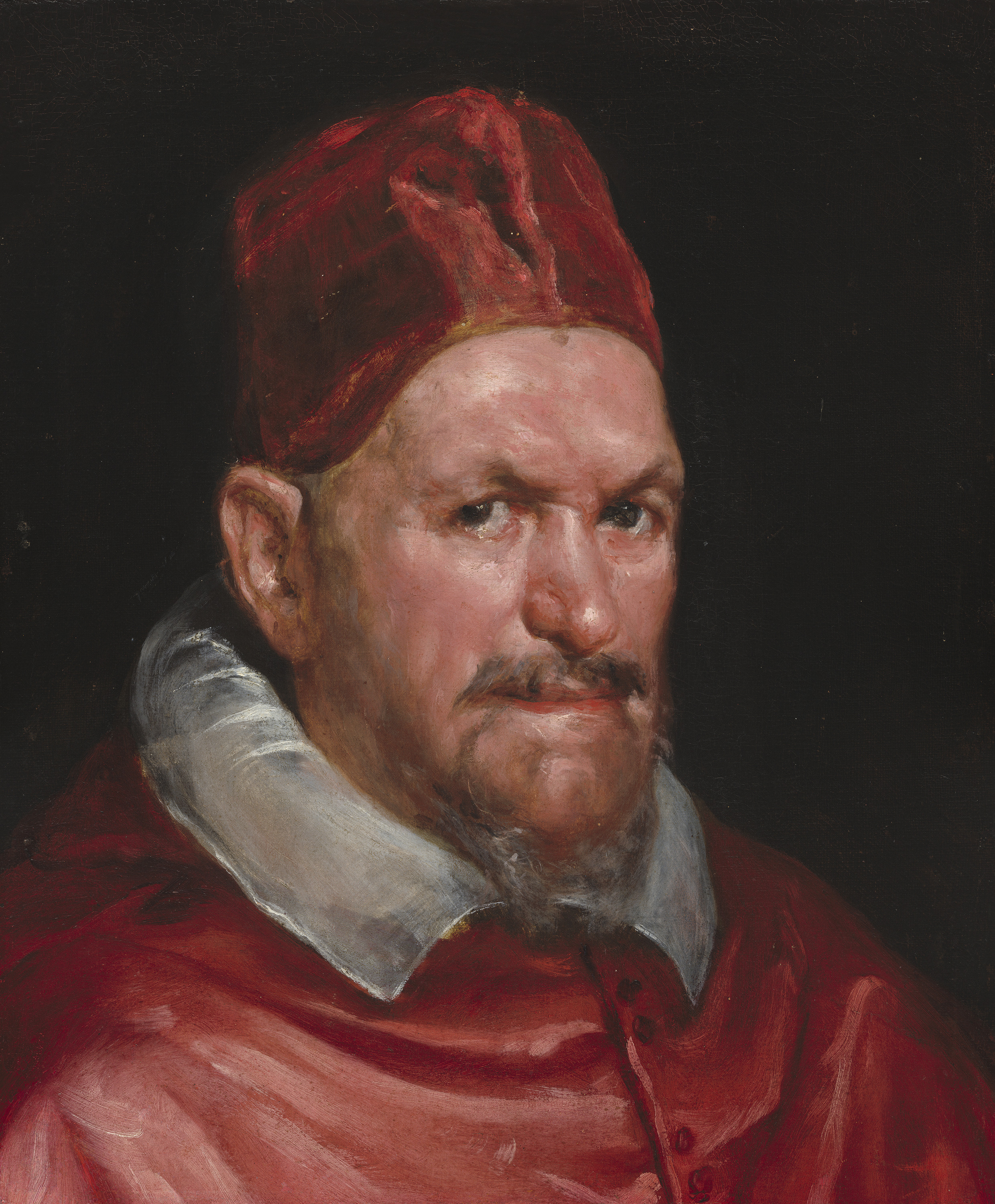
Velázquez (círculo). «Retrato del papa Inocencio X»
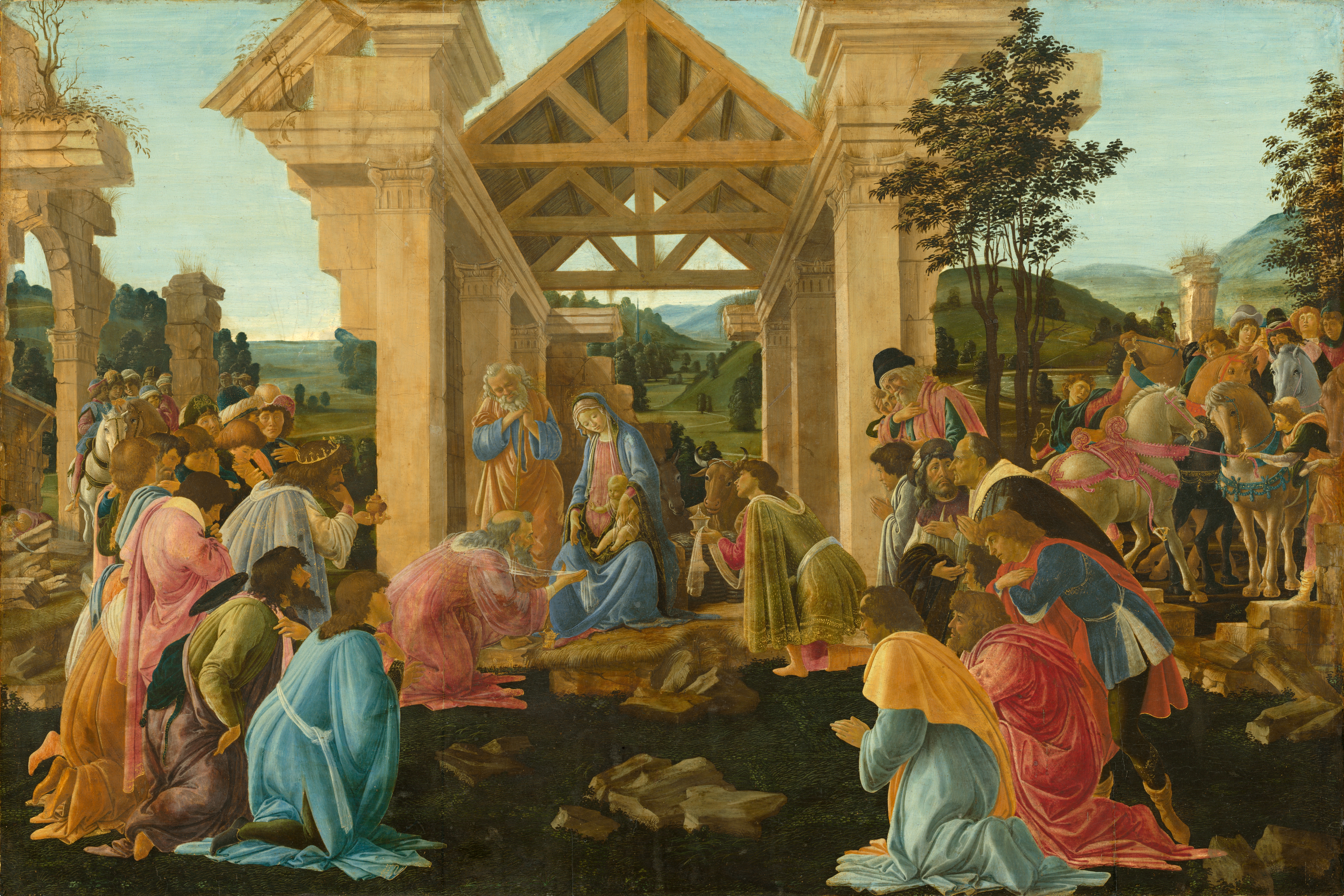
Botticelli. «La Adoración de los Magos»
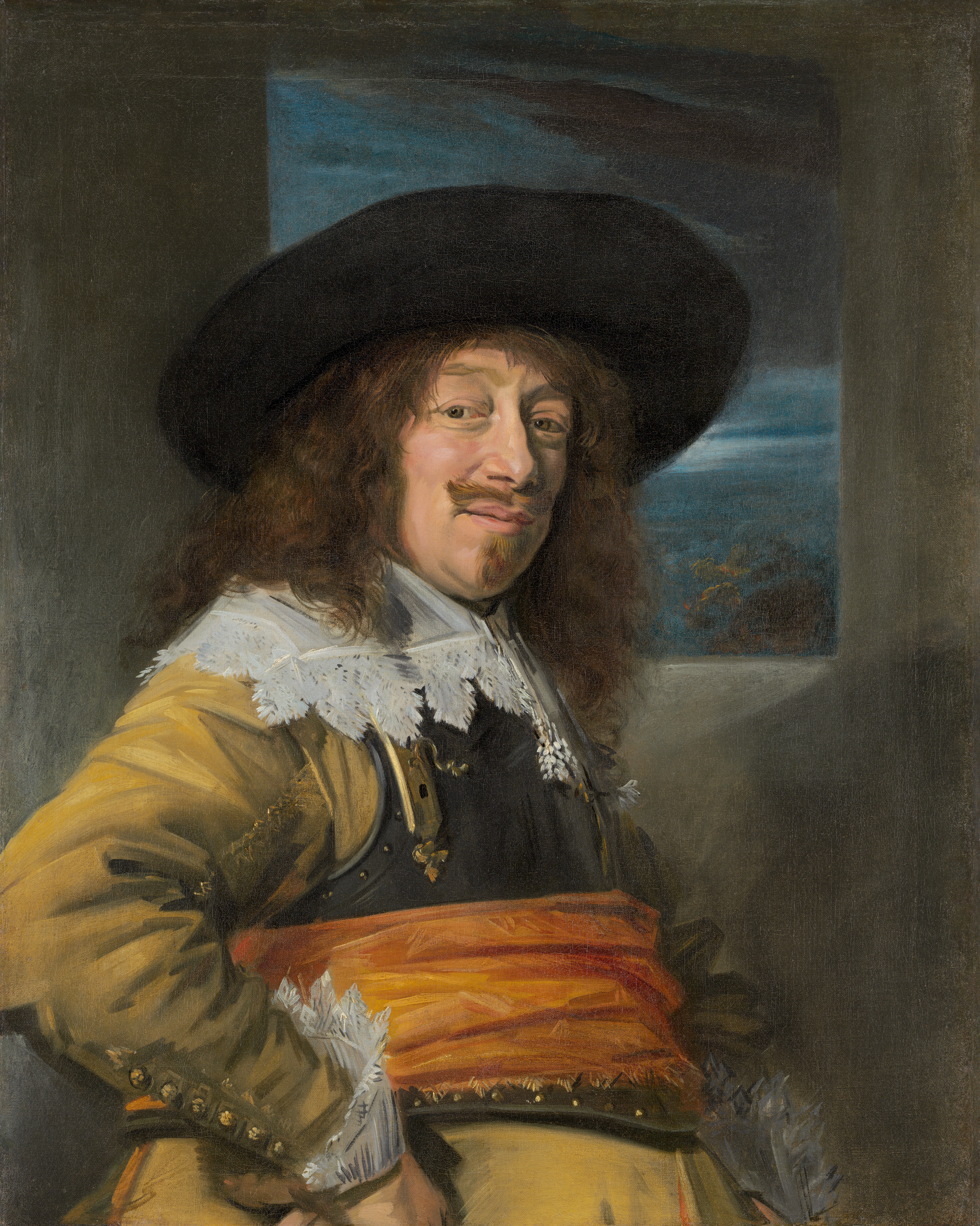
Hals. «Retrato de un oficial»
Rembrandt (taller). «Mujer con clavel»
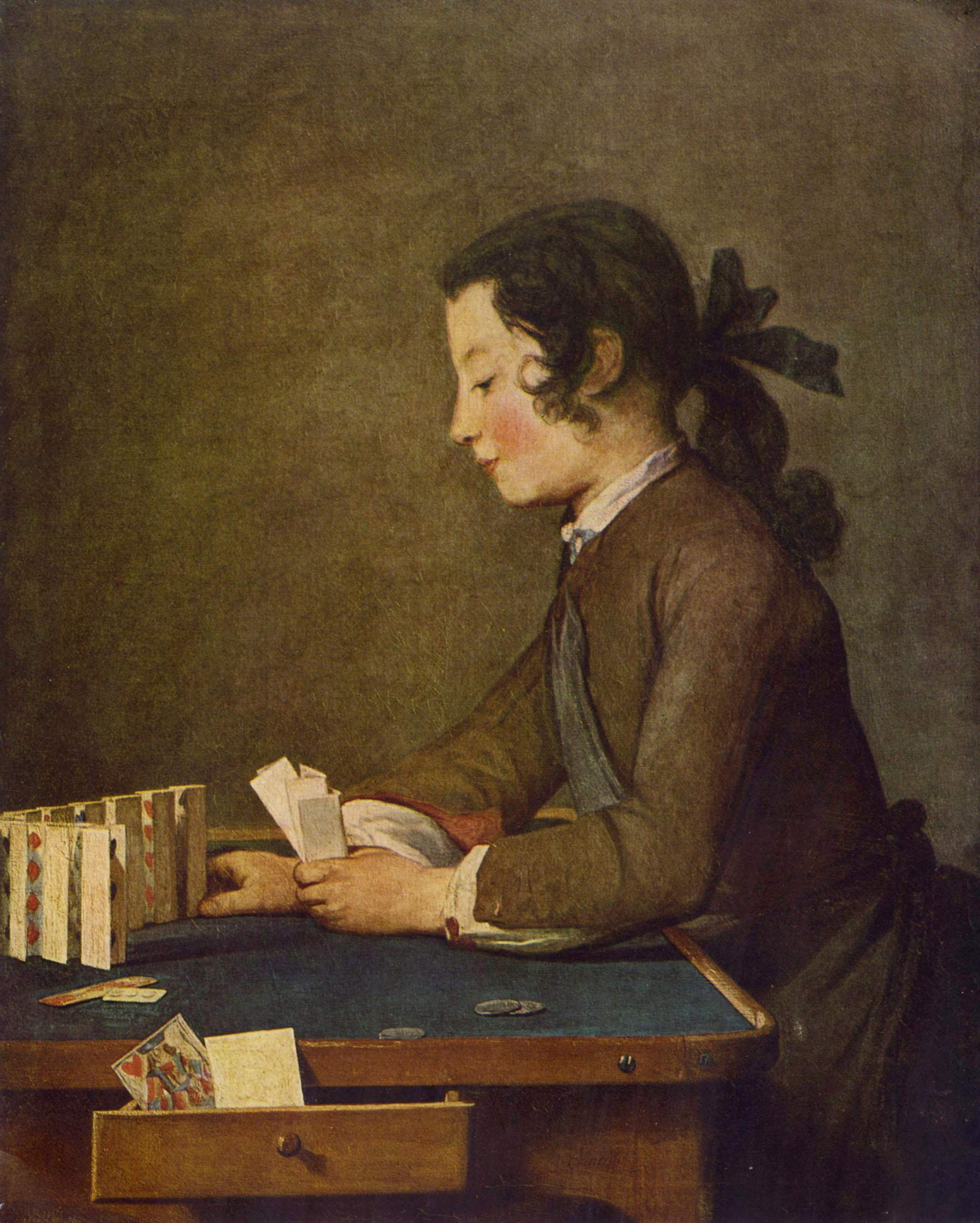
Chardin. «El castillo de naipes»

Abril de 1931
- Rembrandt, «Retrato de un turco» (ahora atribuido como obra de un taller)
- Van Dyck, «Retrato de una dama flamenca»
- Perugino, «La Crucifixión con Santa María, San Juan, San Jerónimo y Santa Magdalena»
- Rafael, «Madonna Alba» (1,166,400 dólares estadounidenses)
- Tiziano, «Venus frente al espejo» (todos comprados por Mellon, ahora en la Galería Nacional de Arte, Washington)

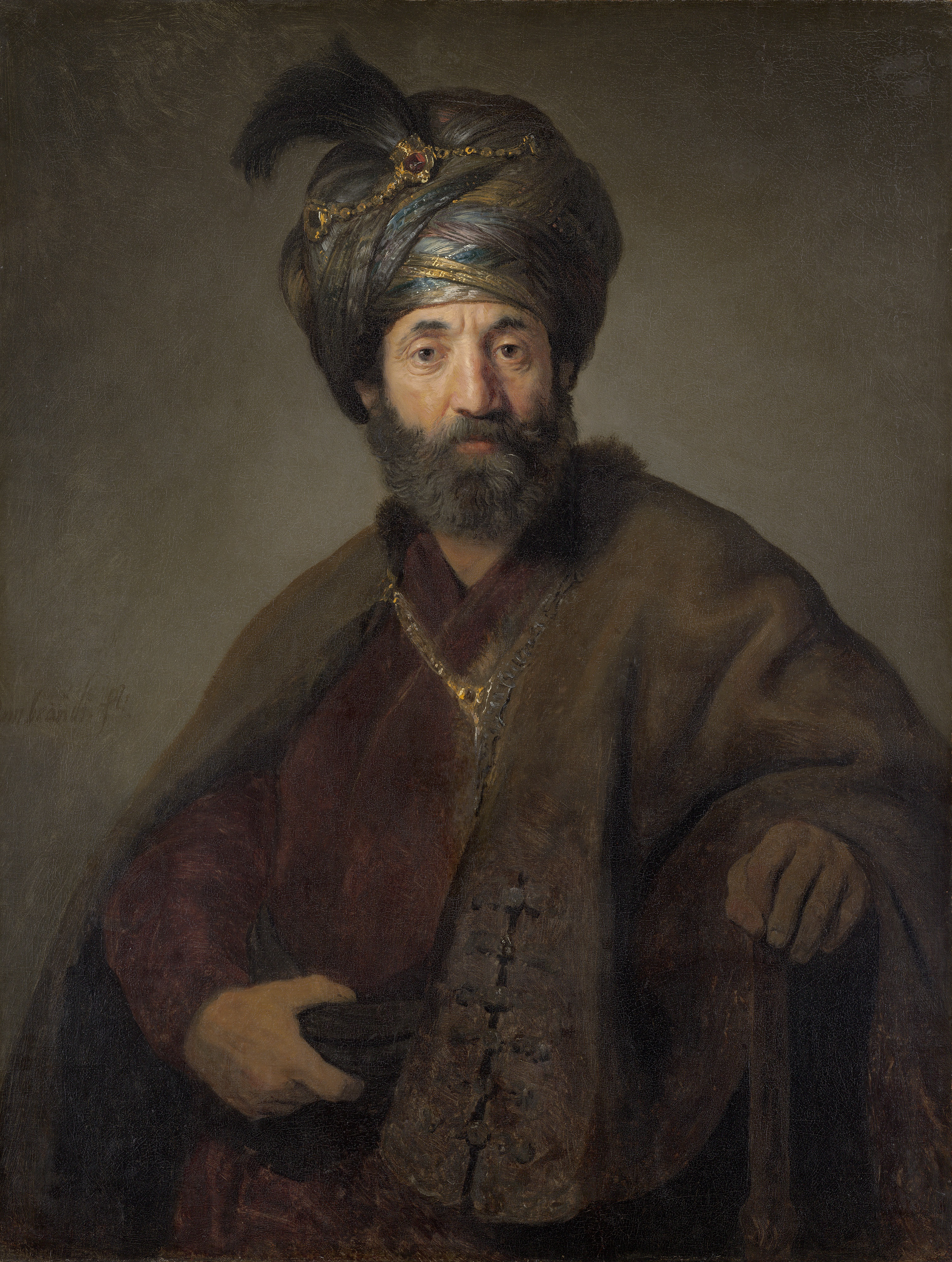
Rembrandt (?). «Retrato de un turco»
Van Dyck. «Retrato de una dama flamenca»
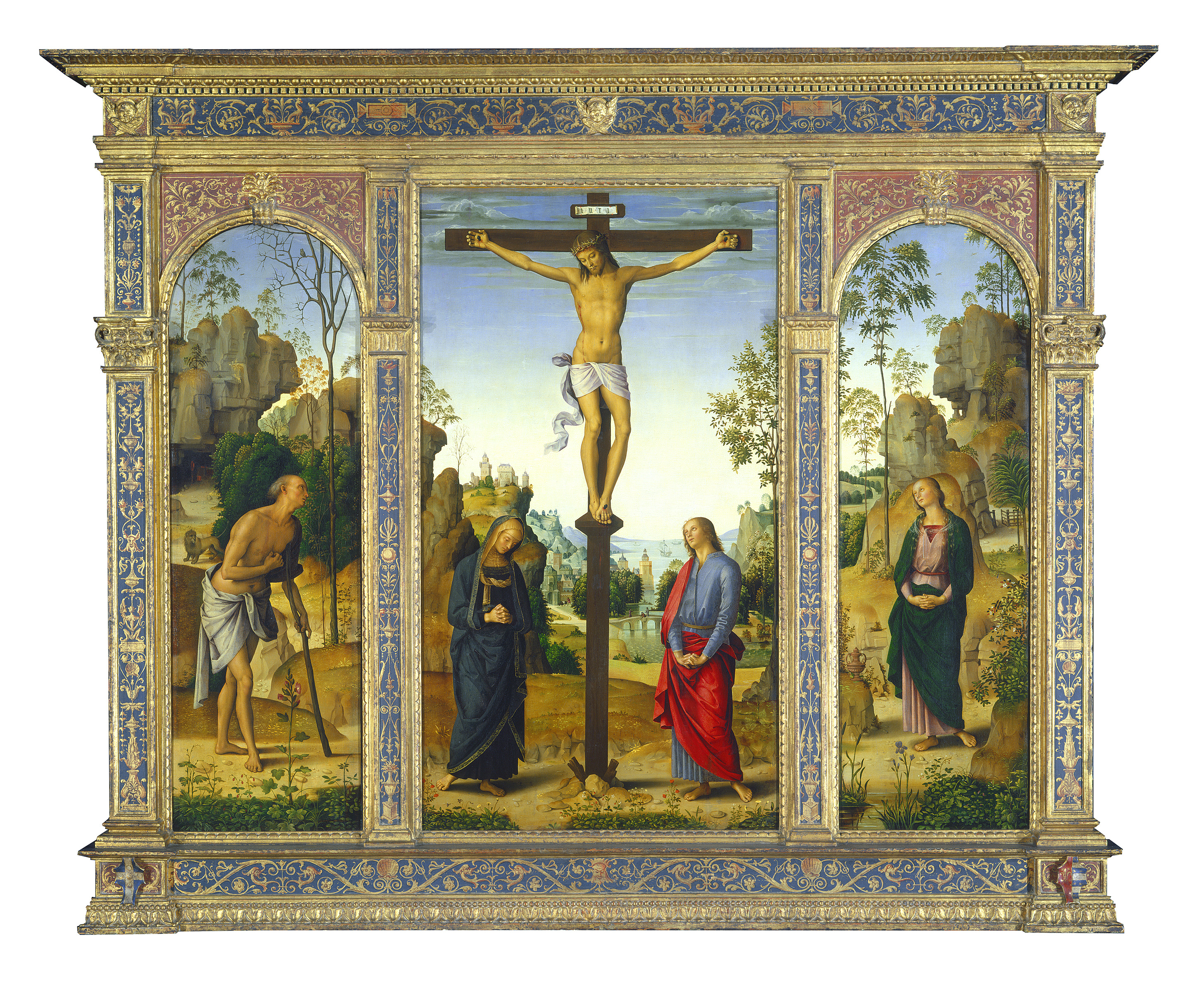
Perugino. «La Crucifixión con Santa María, San Juan, San Jerónimo y Santa Magdalena»
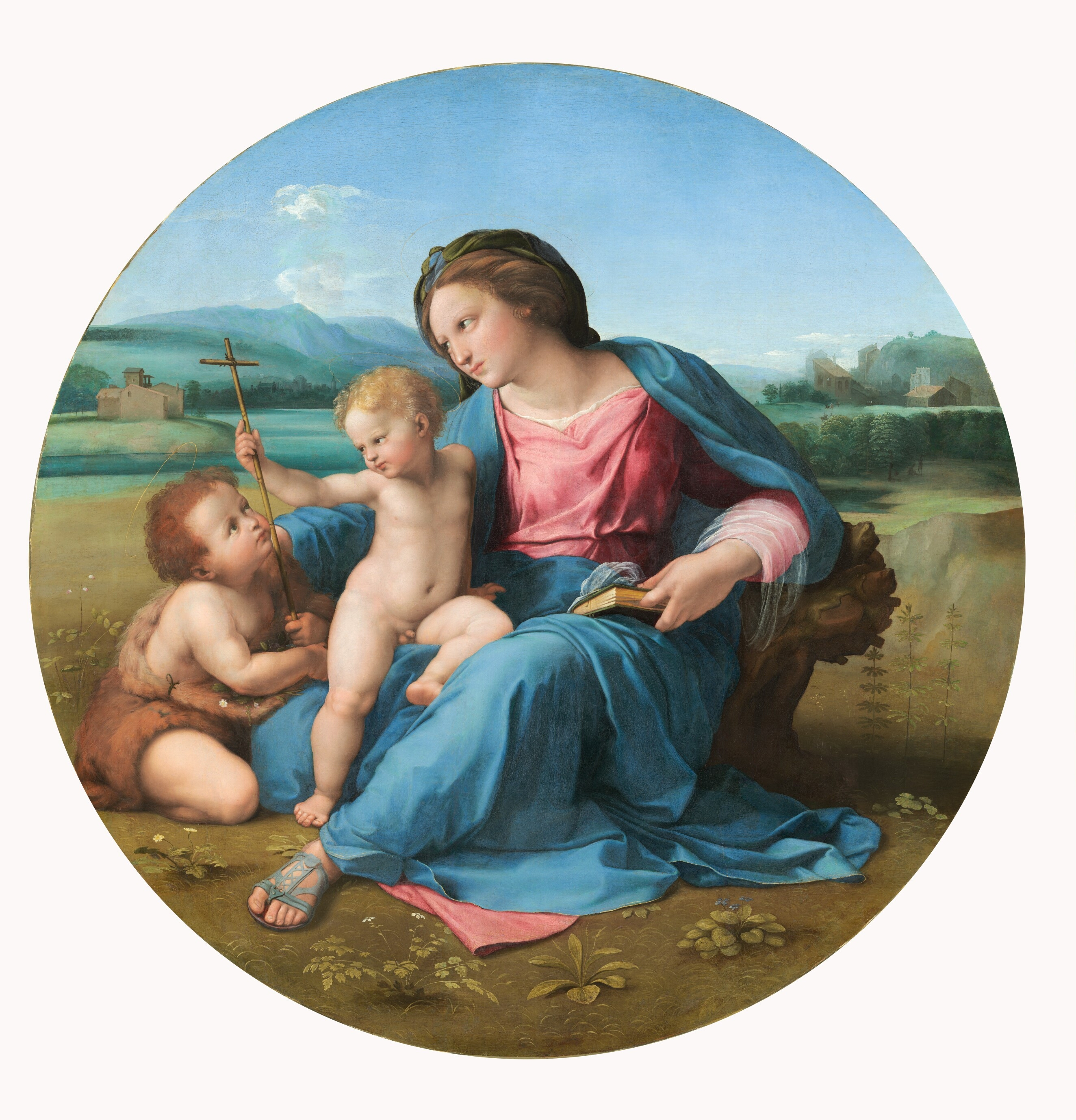
Rafael. «Madonna Alba»
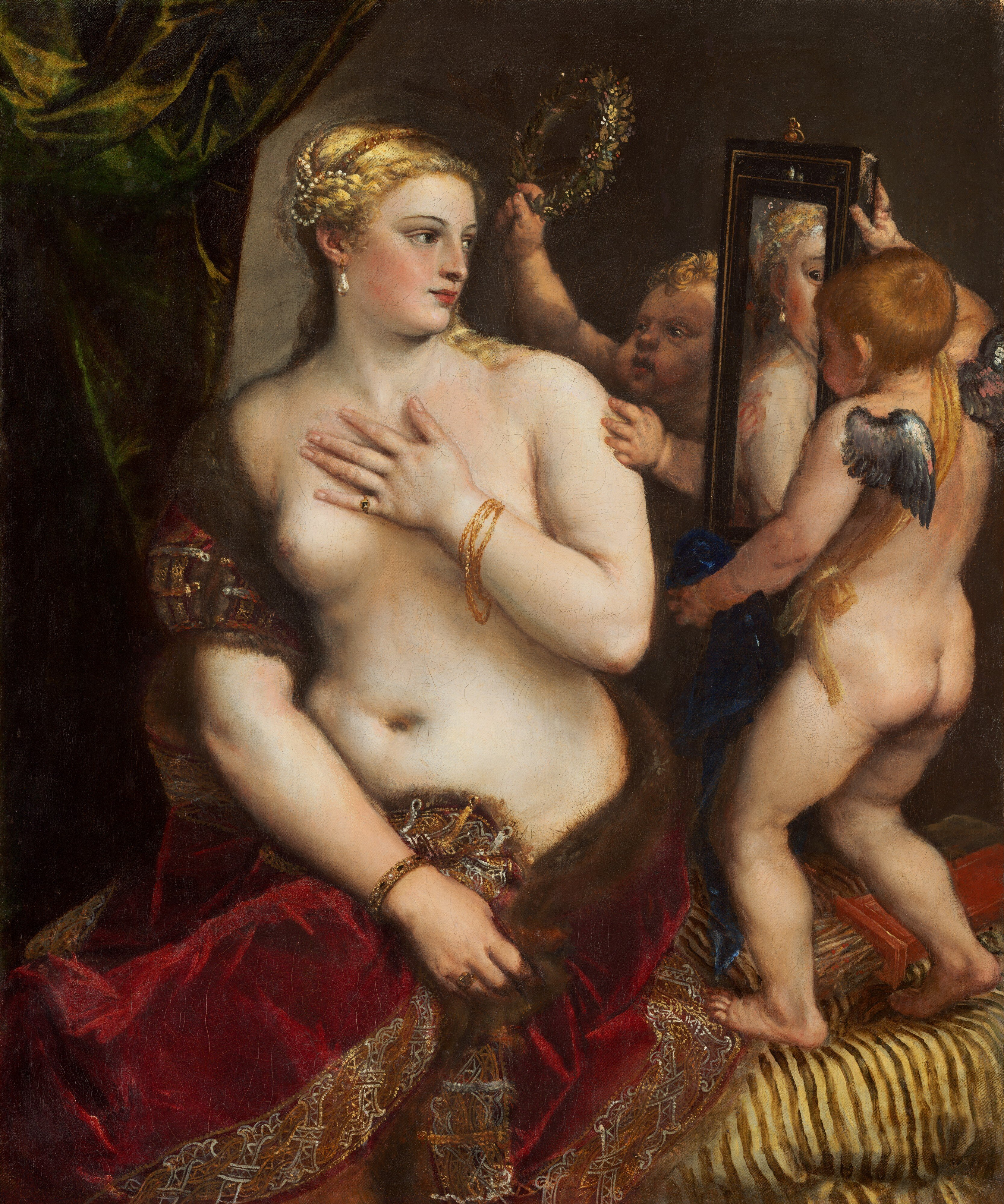
Tiziano. «Venus frente al espejo»

Mayo de 1931
- última subasta de Lepke, que resultó un fracaso. «La Sagrada Familia» de Andrea del Sarto, «Retrato de Triest» de Anthony van Dyck, «Retrato de Vorontsova con su hija» de George Romney, «Alegoría de la Eternidad» de Rubens fueron vendidos por solo 613,326 dólares estadounidenses. Devueltos al Hermitage «Retrato de Nikolaas Rockox» y «Retrato de Baltazarine Van Lennep» de Van Dyck, Rembrandt «Cristo y la samaritana en el pozo», lienzos de Poussin, Boucher, Lorrain, Vigée Le Brun, Vernet, Robert, Greuze, Bellini.

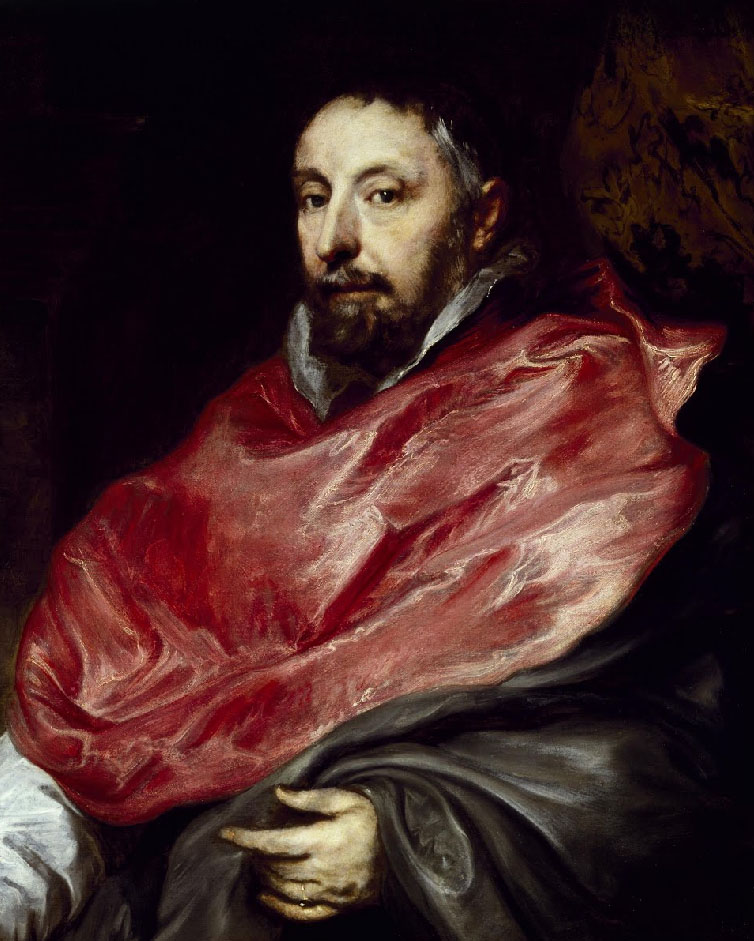
Van Dyck. «Retrato de Triest»
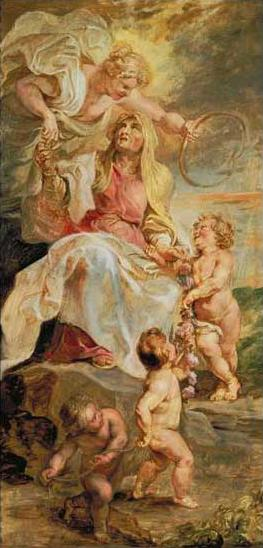
Rubens. «Alegoría de la Eternidad»

Después de la resolución del Politburó
- Tiepolo, «El banquete de Cleopatra» — vendido por Nöthler y Colnaghi, ahora en la Galería Nacional de Victoria en Melbourne (Australia)
- Poussin, «El triunfo de Anfitrite» — vendido al Museo de Arte de Filadelfia (EE. UU.)
- Van Eyck, «La Crucifixión» y «El Juicio Final» (díptico) — vendidos al Museo Metropolitano de Nueva York (no quedan más obras de van Eyck en el Hermitage)
- Rembrandt, «Retrato de Tito en hábito de monje» (de la colección nacionalizada del Palacio Stroganov) y «La negación de Pedro» — vendidos al Museo Estatal de Ámsterdam (Países Bajos),
- Antonio Moro, retratos emparejados de Sir Thomas Gresham y Anne Fernely, esposa de Sir Thomas Gresham — de manera similar
- Johann Georg Platzer,«Concierto» — vendido al Museo Nacional de Núremberg (Alemania)
- Burgkmair, retratos emparejados de Hans Schellenberger y Barbara Schellenberger — vendidos al Museo Wallraf-Richartz en Colonia (Alemania)

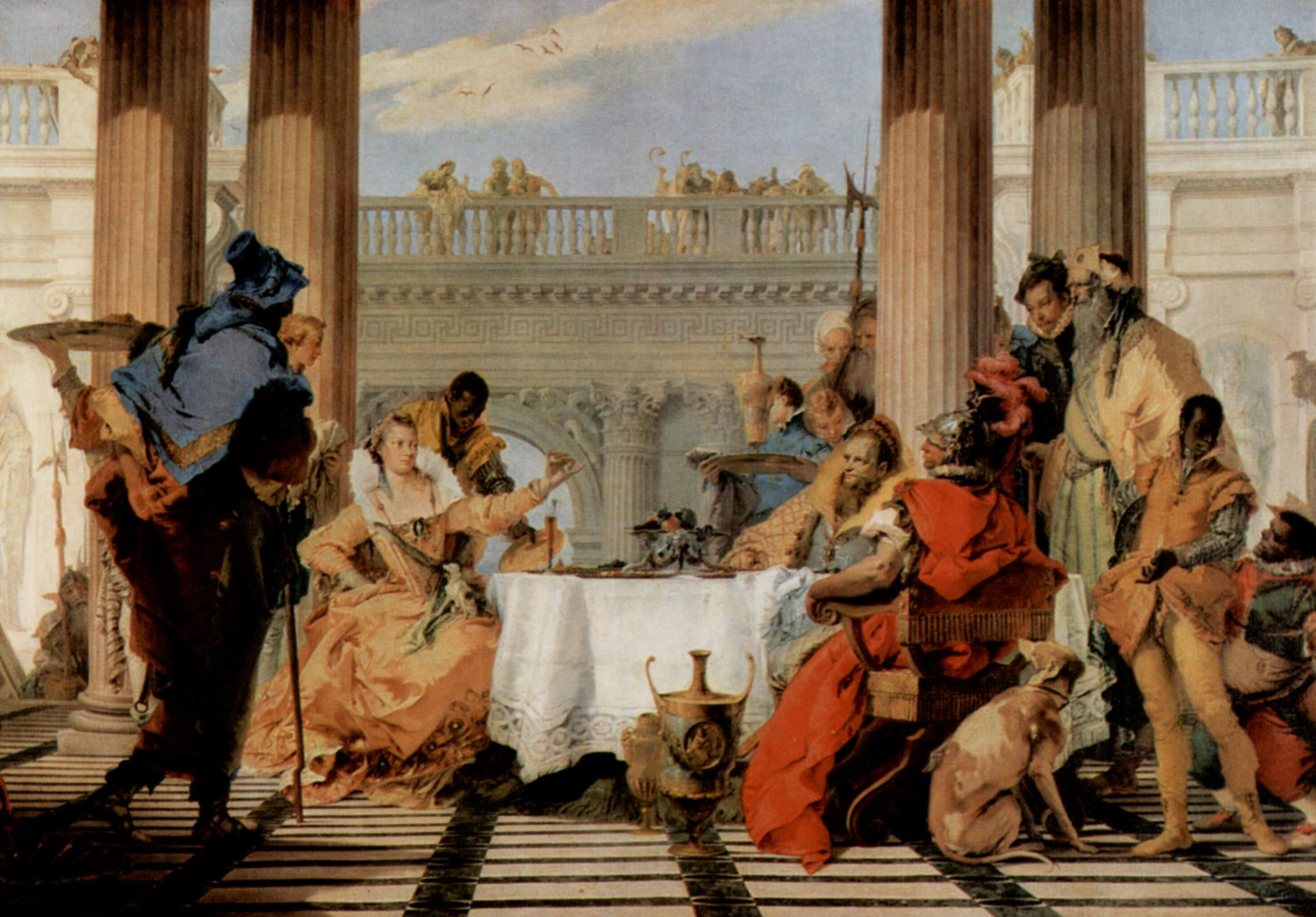
Tiepolo. «El banquete de Cleopatra»
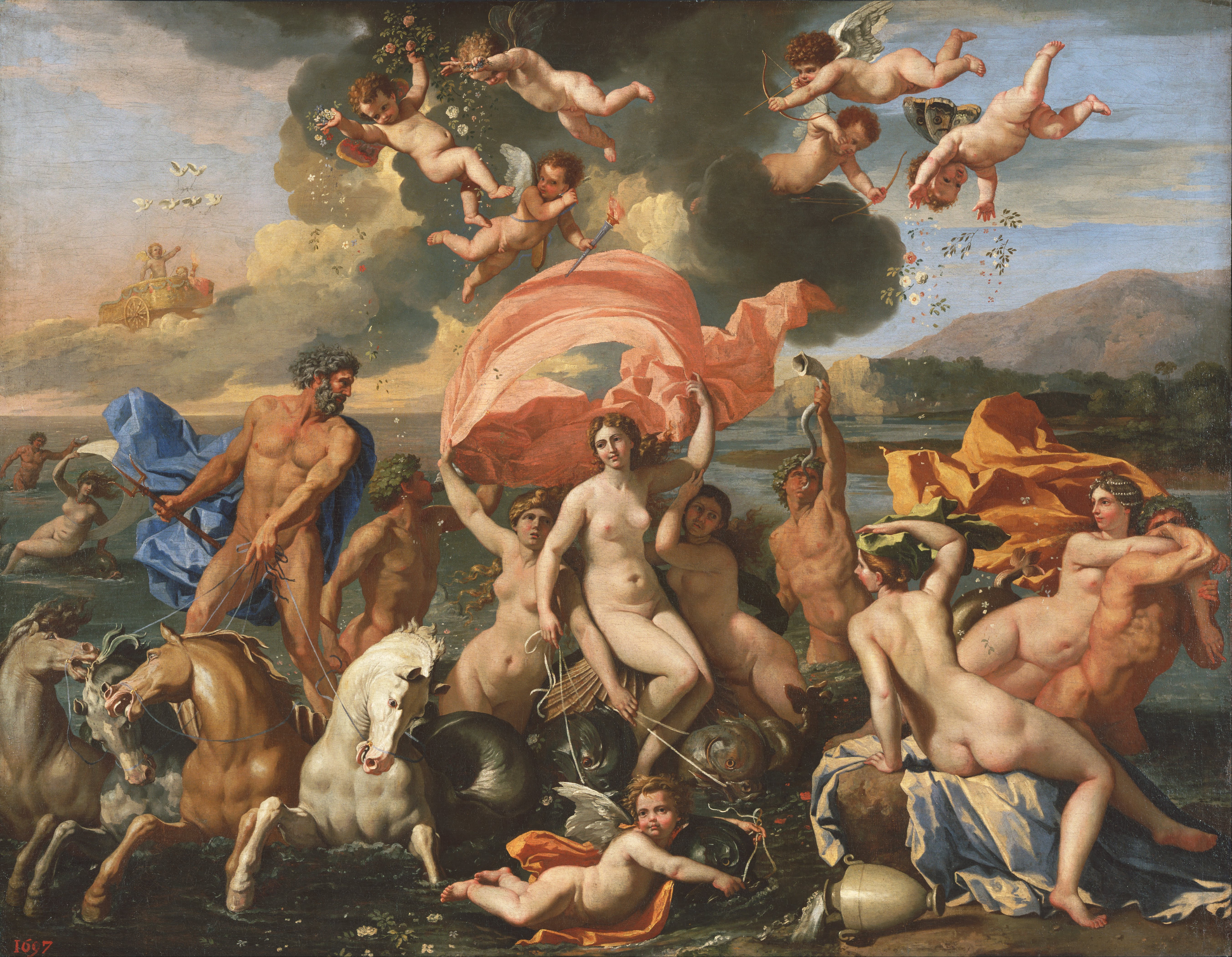
Poussin. «El triunfo de Anfitrite»
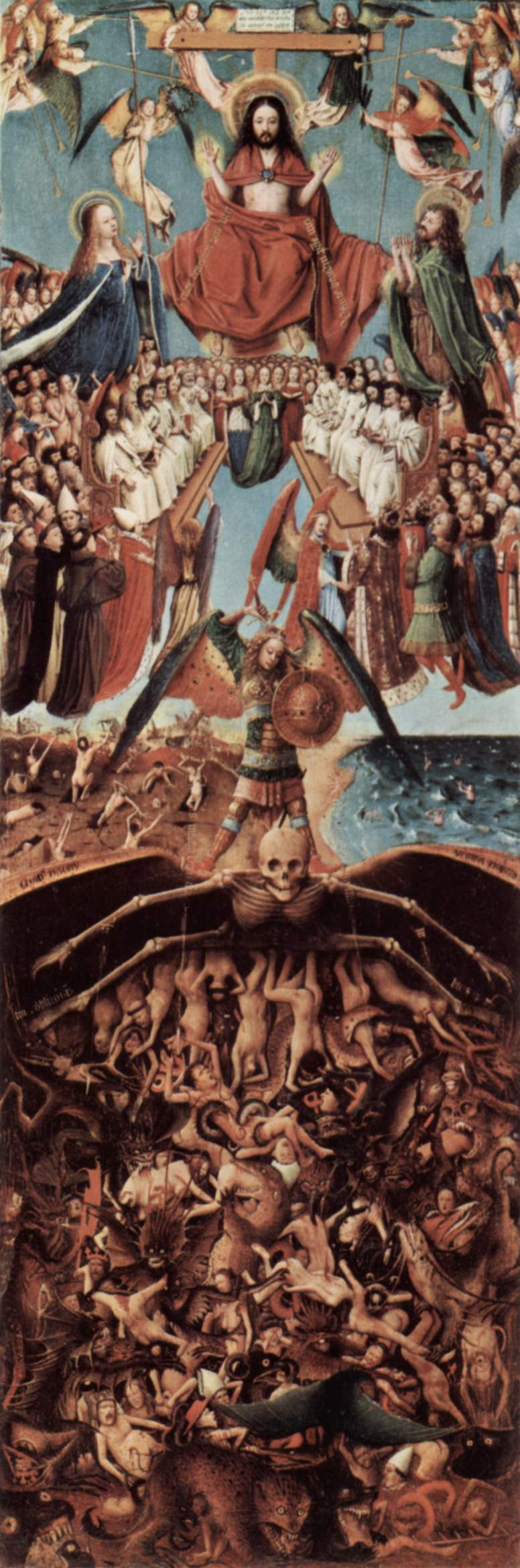
Van Eyck. «El Juicio Final»
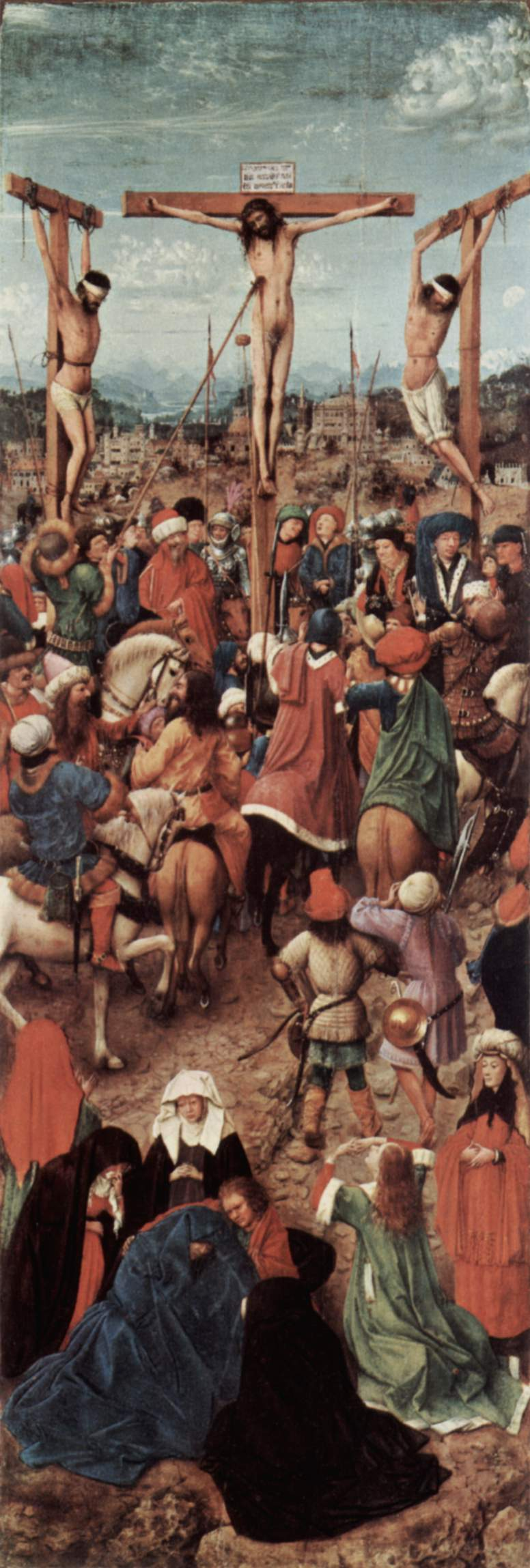
Van Eyck. «La Crucifixión»
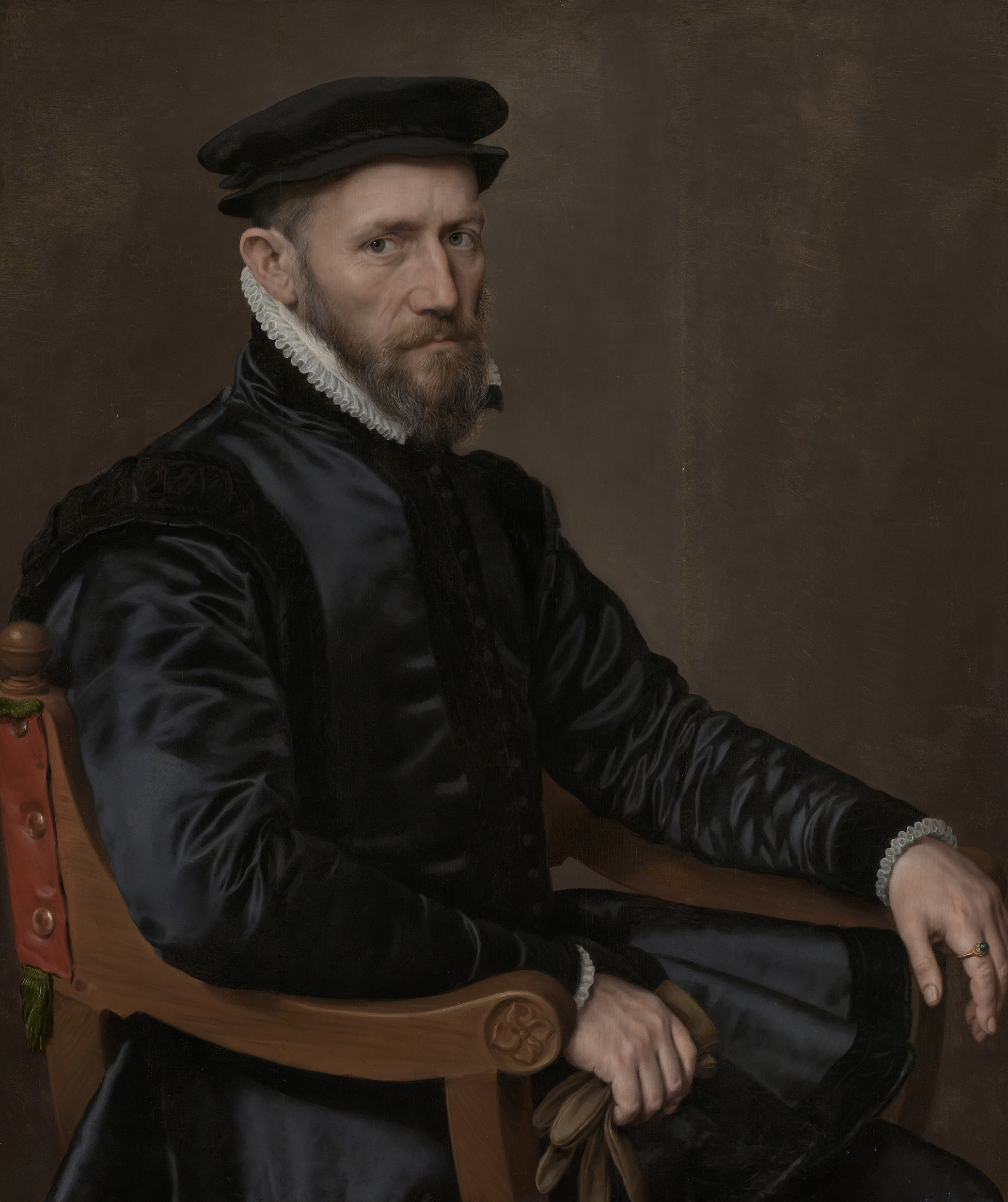
Moro. «Retrato de Sir Thomas Gresham»
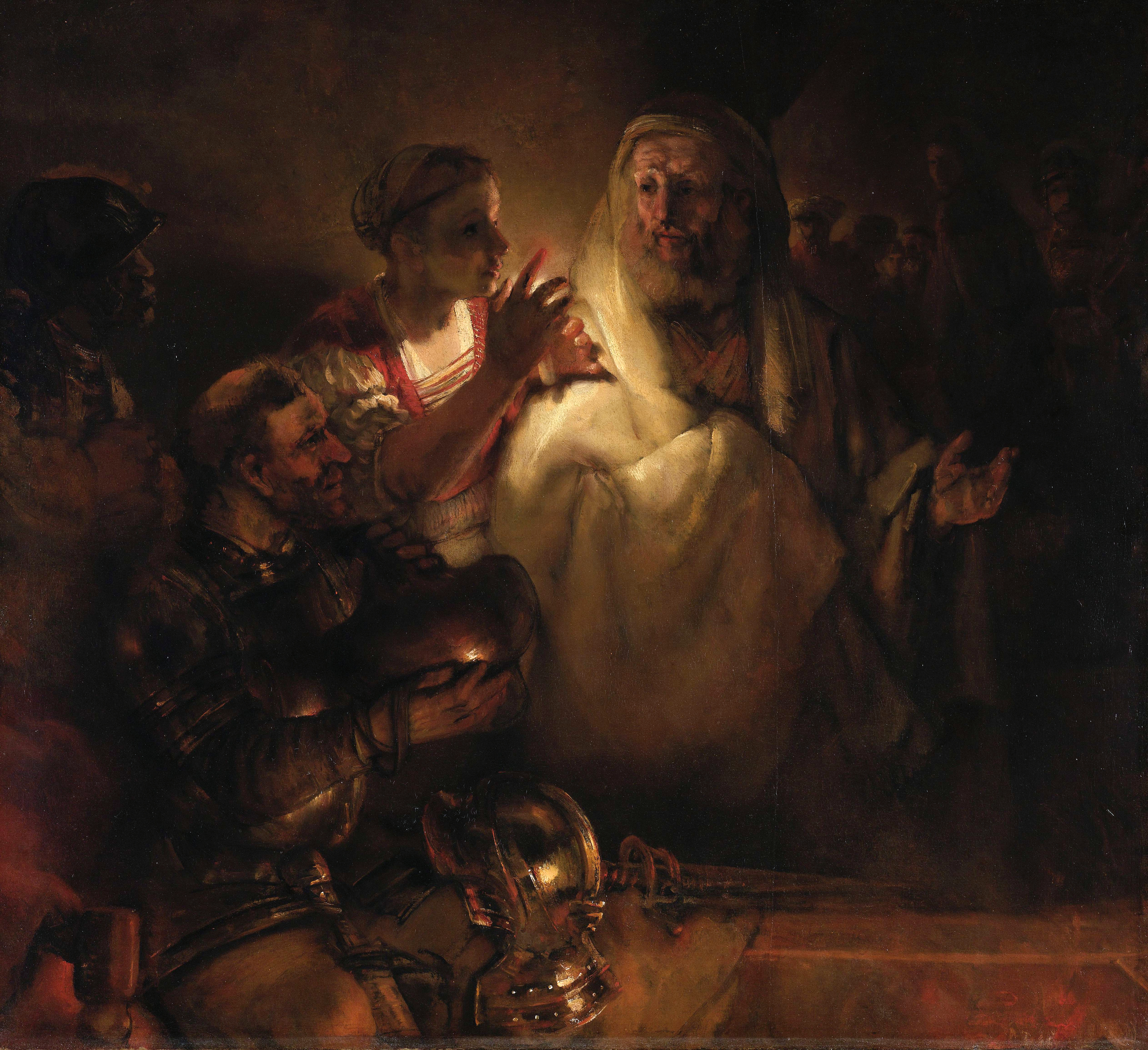
Rembrandt. «La negación de Pedro»
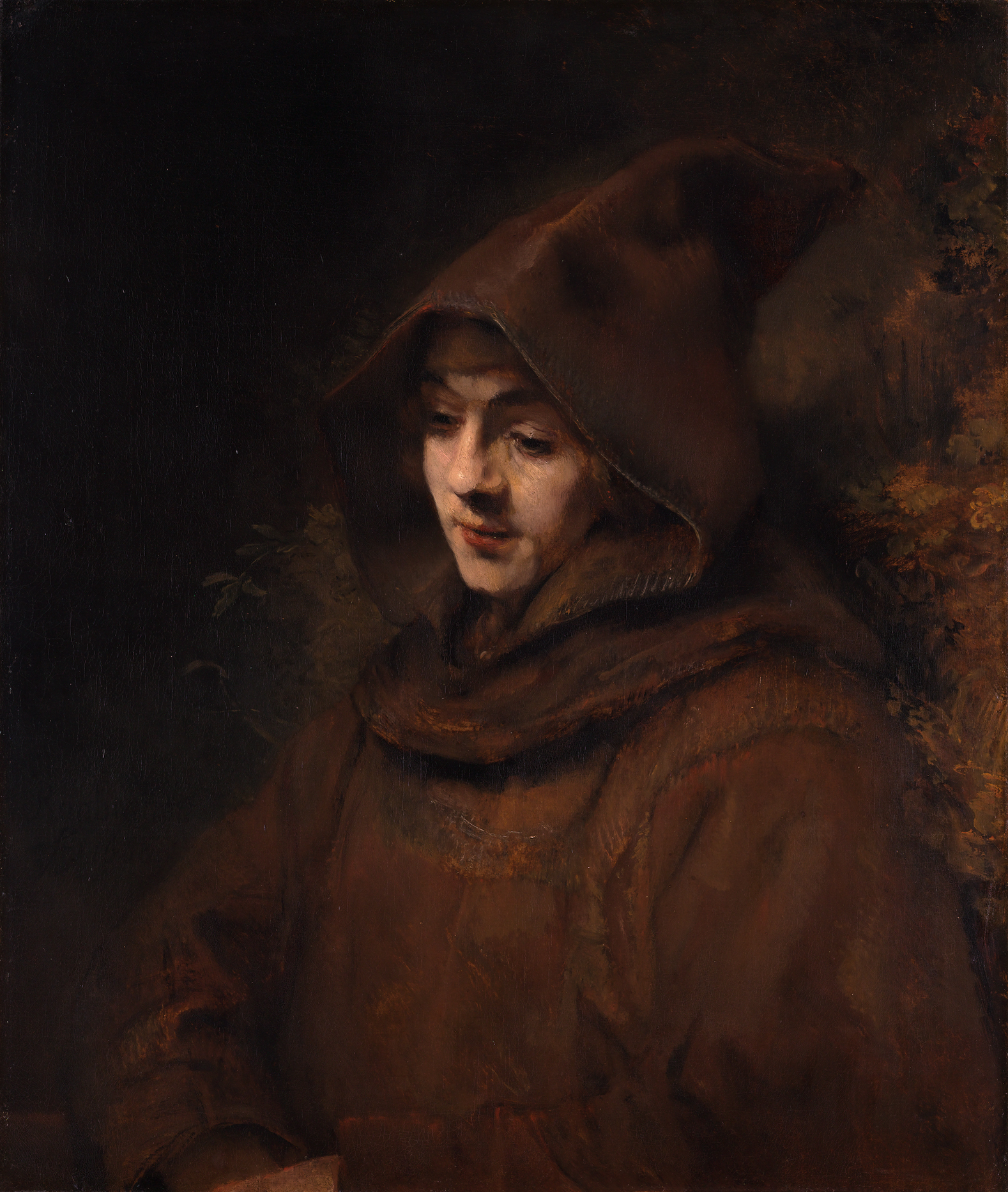
Rembrandt. «Retrato de Tito en hábito de monje»
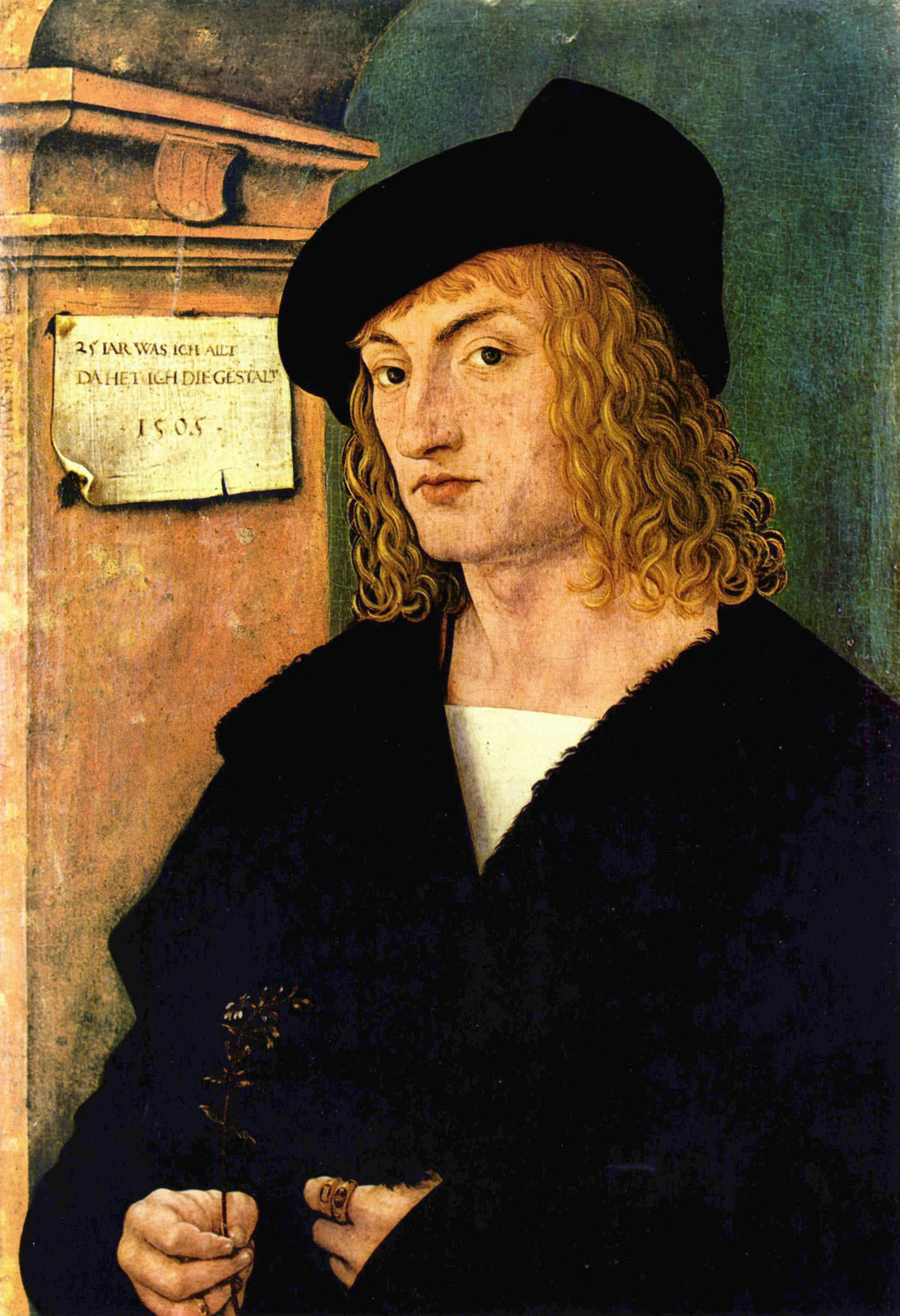
Burgkmair. «Retrato de Hans Schellenberger»

Reventas de obras de la colección del museo en el siglo XXI
Periódicamente, aparecen en subastas de casas de subastas obras de la colección del Hermitage, en su mayoría gráficos y pinturas no de maestros de primer orden. De las ventas recientes, cabe destacar la venta de la obra de Govert Flinck "Anciano en una ventana" de 1646. (tabla, óleo. 70,5x60 cm). Vendido el 6 de diciembre de 2012, en una subasta de Christie's en Londres, por 2,337,250 GBP. La venta en la subasta de Sotheby's el 29.01.2020, en la subasta "Dibujos de Maestros Antiguos" por $ 50,000, de la hoja de Giovanni Domenico Tiepolo "Buhos en una roca", vendida de la colección del Hermitage el 29 de abril de 1931, en una subasta en Leipzig. Así como dos hojas de Jean Baptiste Greuze y un dibujo de D. D. Tiepolo en 2018-2020, así como el lienzo ofrecido en venta privada de Claude-Joseph Vernet "Vista de Reggio di Calabria al atardecer". 1769.

### Comerciantes
- Hermanos Armand y Victor Hammer, Nueva York
- «M. Knoedler and Co», Nueva York
- Subasta de «Rudolph Lepkes Kunst-Auctions-Haus», Berlín
- Noéndler
- Colnaghi, Londres

## Otras ventas de bienes culturales en la década de 1930
- Ventas de bienes museísticos de la URSS
- Huevos Fabergé
- Códice Sinaítico
- Café de noche (pintura de van Gogh)